# Broumov
Broumov (německy Braunau) je město v okrese Náchod v Královéhradeckém kraji. Žije zde přibližně 7 100obyvatel. Je centrem turistického regionu Broumovsko. Nejvýznamnější památkou je broumovský barokní klášter, který je národní kulturní památkou a stal se opět kulturním a vzdělávacím centrem regionu.

## Poloha

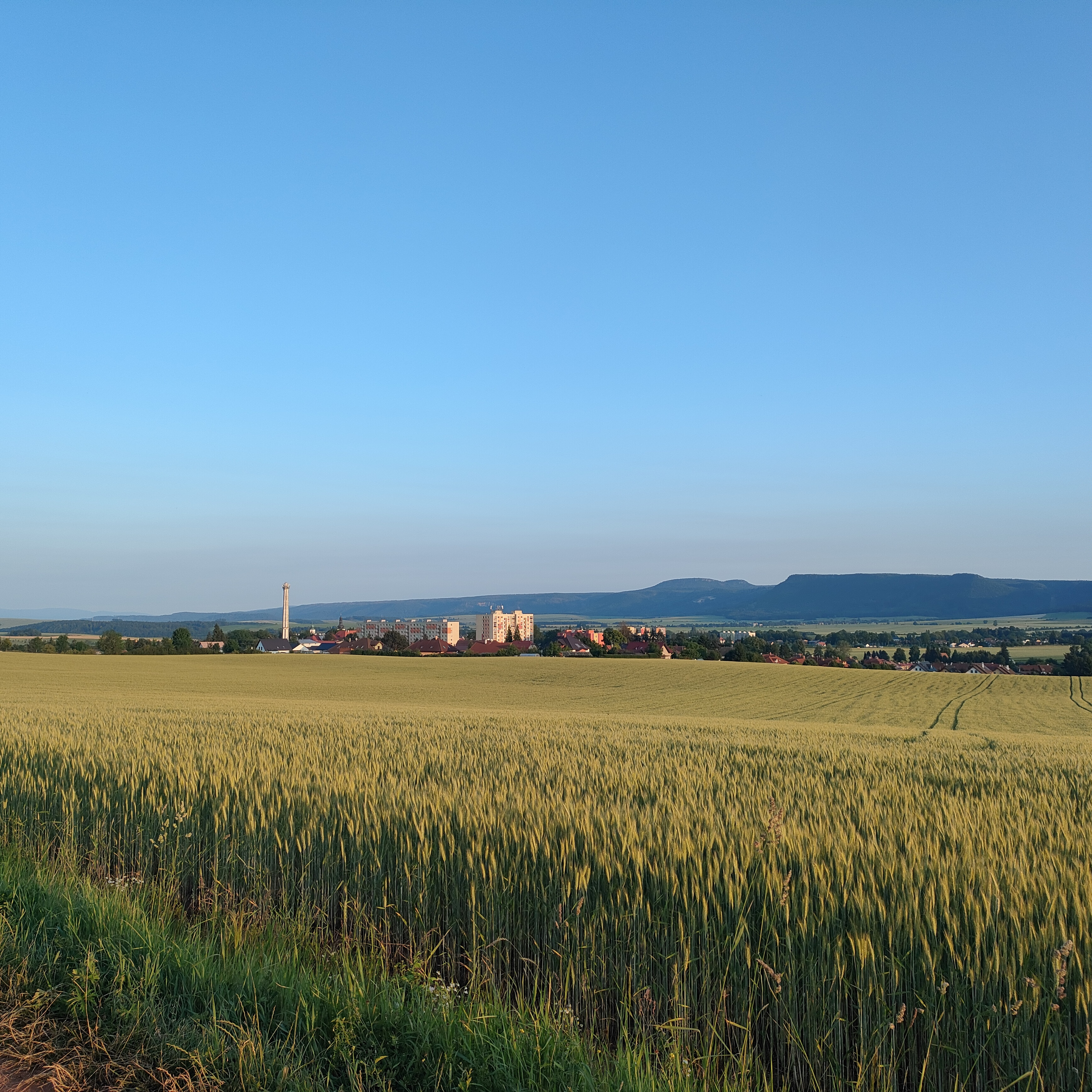
Výhled u vrchu Spořilov s pohledem na město zasazené v Broumovské kotlině

Broumov leží v severovýchodních Čechách, v severovýchodní části okresu Náchod, u státní hranice s Polskem. Okresní město Náchod je vzdálené vzdušnou čarou přibližně 23 km, polské město Nowa Ruda přibližně 12 km. Město se nachází v geomorfologickém celku Broumovská vrchovina, celé jeho území patří do CHKO Broumovsko. Město leží uprostřed Broumovské kotliny, která je na jihozápadě izolována od vnitrozemí Čech pásmem Broumovských stěn. Přirozenou bariéru na severovýchodě tvoří Javoří hory. Broumovem protéká řeka Stěnava, v katastru města se do ní vlévají levostranné přítoky Kravský potok a Svinský potok a  pravostranný přítok Liščí potok.

## Historie

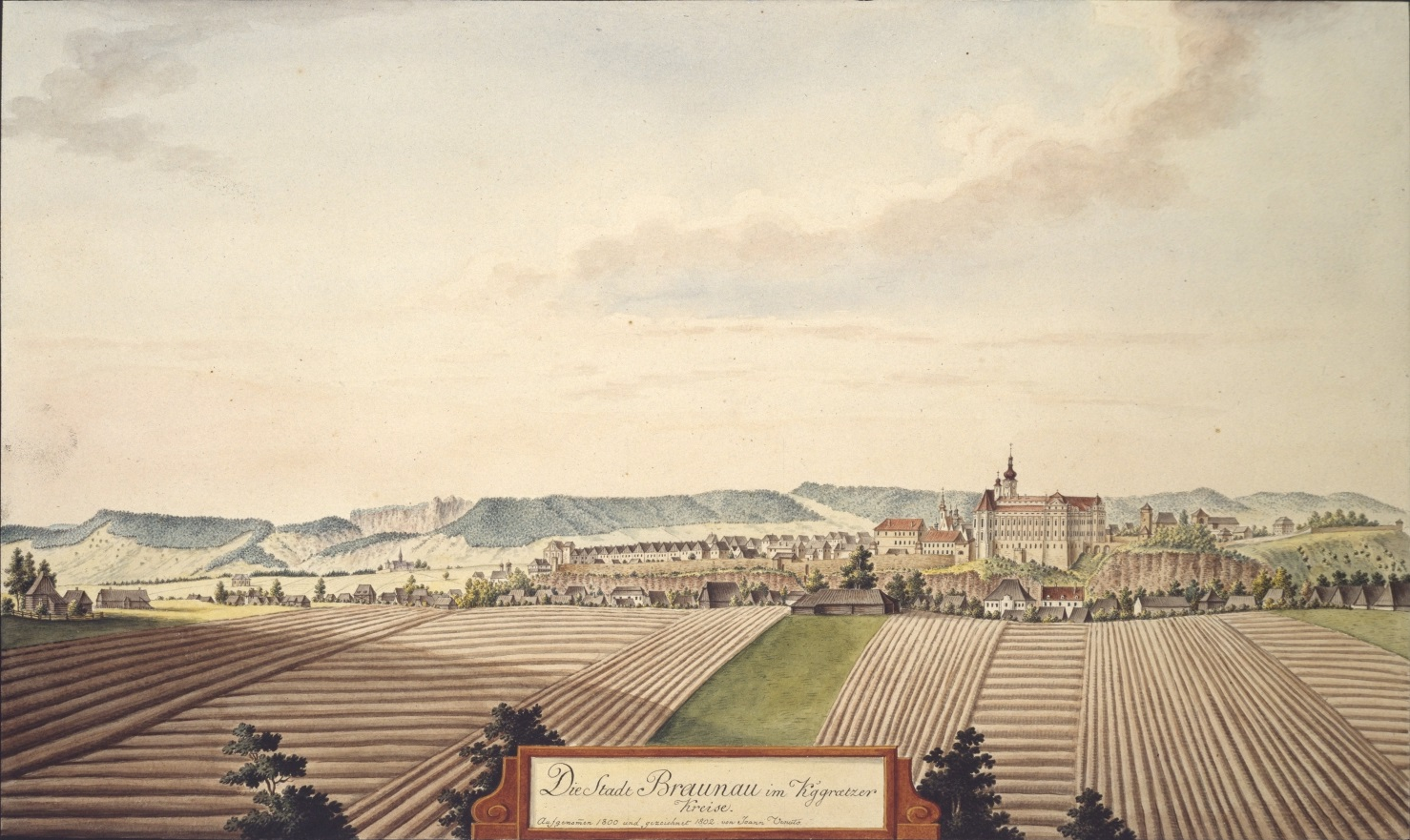
Pohled na Broumov, kresba Johanna Venuta, 1802

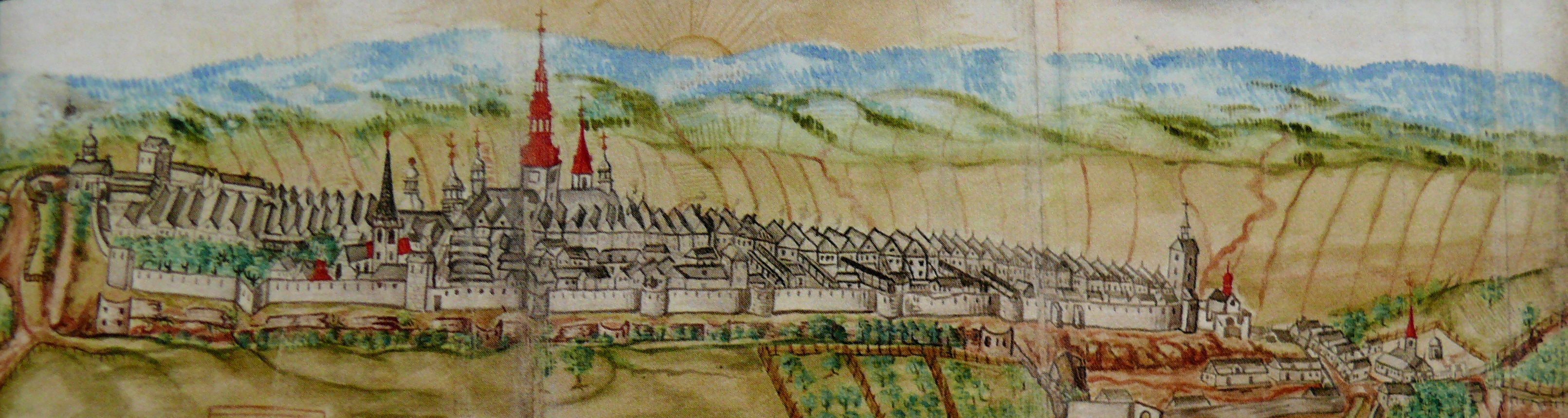
Zobrazení Broumova v Broumovské kotlině od západní strany opevnění i s klášterem na vedutě z let 1676–1677

Historie města je od samého počátku spjata s německou kolonizací východočeského pohraničí, vedenou řádem benediktinů, kteří získali území budoucího Broumovska roku 1213 od Přemysla Otakara I. Vlastní založení města se předpokládá roku 1255. První zástavba města při hradu byla dřevěná a podlehla požáru z roku 1306. Po něm byl z hradu vybudován kamenný klášter s kostelem sv. Vojtěcha a farní kostel sv. Petra a Pavla, jehož gotická věž byla součástí městských hradeb, které byly vybudovány v letech 1357–1380. Městská práva shodná s královskými městy získal Broumov od Karla IV. roku 1348. Středověké město prosperovalo především díky plátenické a soukenické výrobě a obchodu na zemské stezce do Kladska.
Husité pobořili klášter s hradem, který benediktini brzy obnovili a přesunuli sem na dvě století celé břevnovské opatství. Ve městě však převládla protestantská církev. Její kostel sv. Václava dala Katolická liga zavřít roku 1617. Řemeslná výroba byla soustředěna do několika cechů. Všeobecný vzestup města a panství nastal po třicetileté válce v době barokní a řídili jej především opati z kláštera. Barokní koncepci urbanismu, obnovu staveb i novostavby v okolí města navrhl italský stavitel Martin Allio z Löwenthalu. Další stavby chrámů, klášterních budov, gymnázia, lékárny a teras vedl Kryštof Dientzenhofer a dovršil je jeho syn Kilián Ignác. Roku 1847 spadl mezi Broumovem a Hejtmánkovicemi meteorit.

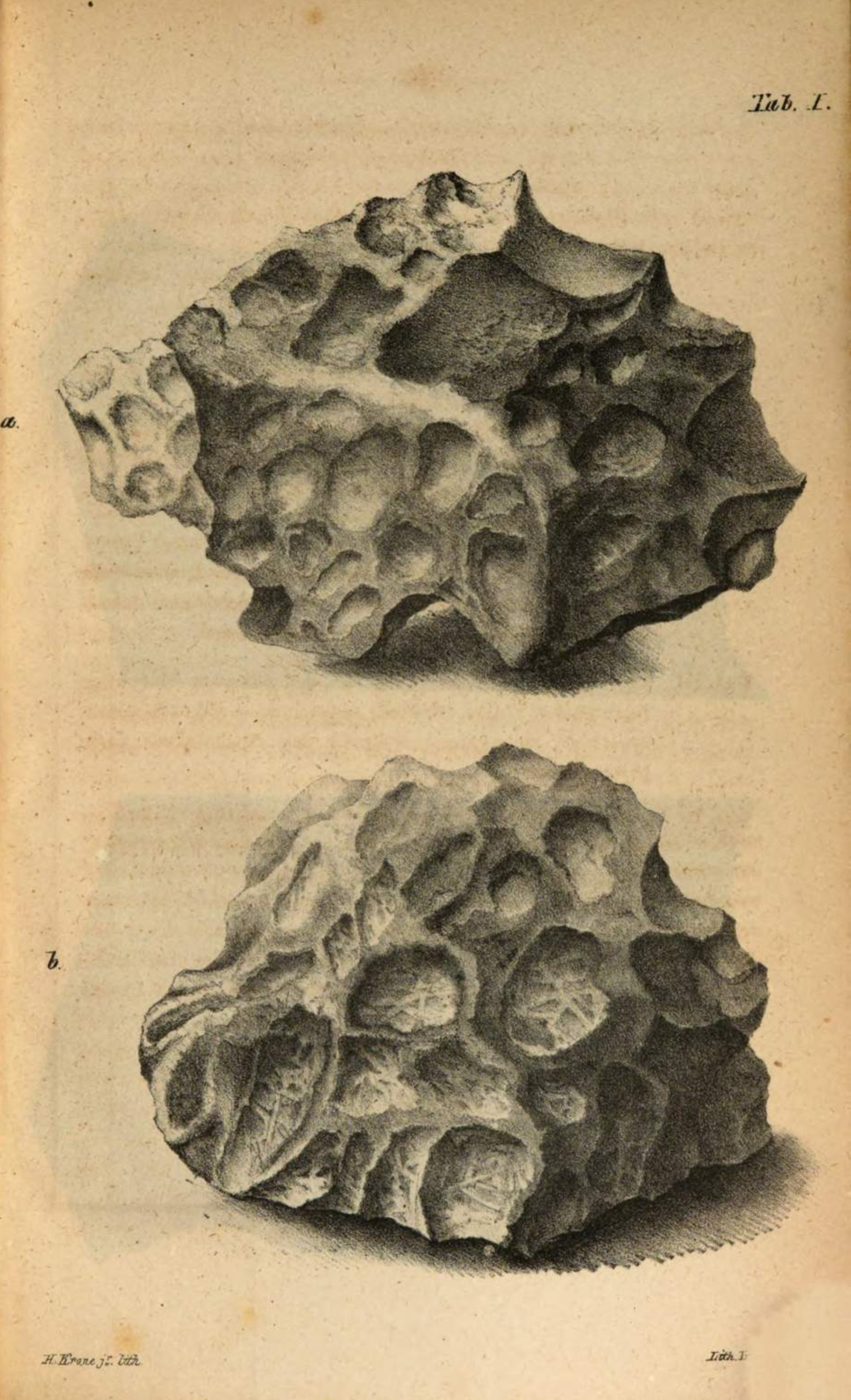
Broumovský meteorit

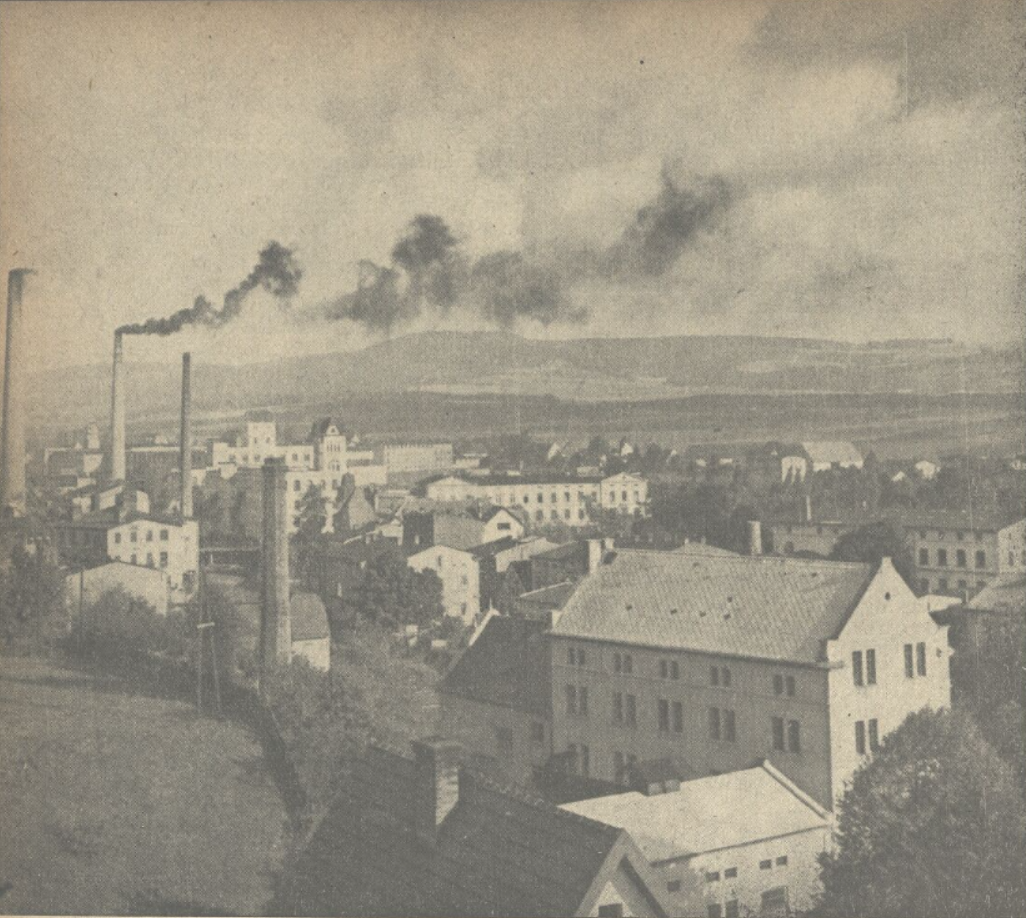
Broumov v roce 1949

Slezské války v době tereziánské těžce postihly řemesla, zemědělství i obchod regionu, stejně jako prusko-rakouská válka z roku 1866. Industrializace města byla nesena textilními továrnami, plátenictvím, soukenictvím. Přádelny ve městě a okolí založil Josef Schroll. Během druhé poloviny 19. století z Broumova odešla skupina převážně německých obyvatel, která následně založila osady Puerto Montt a Nueva Braunau (Nový Broumov) v Chile.
Během první světové války, v roce 1915, byl mezi Broumovem a Martínkovicemi zbudován velký zajatecký tábor pro až 30 000 Rusů, Srbů, Italů aj. Zajatci v táboře rozvedli vodovod, postavili nové baráky, parní lázně, pekárnu. Tisíce jich zahynuly kvůli infekční epidemii a byly pohřbeny v hromadných hrobech na tzv. vojenském hřbitově.
V letech 1938 až 1945 bylo město přičleněno (v důsledku uzavření Mnichovské dohody) k nacistickému Německu.
Po druhé světové válce začalo město upadat z důvodu vysídlení původních obyvatel.

## Doprava

### Železniční doprava
Broumov leží na železniční trati Týniště nad Orlicí – Otovice zastávka (v jízdním řádu č. 026), která zde má jednu stanici (Broumov) a jednu zastávku (Broumov-Olivětín). Doprava na trati v úseku Broumov – Otovice zastávka je v současné době pozastavena. Trať prochází územím města v severojižním směru a přibližně kopíruje tok řeky Stěnavy.

## Obyvatelstvo
Při předposledním sčítání lidu v roce 2001 žilo ve městě celkem 8 361 obyvatel, z toho bylo 4 371 žen (52,3 % ze všech obyvatel). Do věkové kategorie 0–14 let spadalo 1 669 obyvatel, do věkové kategorie 15–64 let 5 701 obyvatel a do věkové kategorie 65+ spadalo 991 obyvatel. V době svého narození mělo v Broumově trvalý pobyt 4 113 lidí, podíl rodáků na celkovém počtu obyvatel tedy činil 49,2 %.
V roce 2008 žilo podle odhadů odborníků ve městě asi 800 Romů. Část z nich žila v sociálně vyloučených lokalitách.
Při posledním sčítání lidu v roce 2010 žilo ve městě celkem 7 902 obyvatel.
Podle dat Agentury pro sociální začleňování bylo v roce 2017 v Broumově pět místních sociálně vyloučených lokalit, ve kterých žilo 500–700 lidí.

### Historický vývoj
Počet obyvatel města směrem od prvního moderního sčítání lidu až do první světové války stoupal. Poté došlo k nepatrnému poklesu. Největší úbytek obyvatelstva nastal po druhé světové válce, kdy došlo k odsunu obyvatel německé národnosti z Československa.
- 1869: 5 701 obyvatel
- 1880: 7 592 obyvatel
- 1890: 9 063 obyvatel
- 1900: 10 555 obyvatel
- 1910: 11 848 obyvatel
- 1921: 10 268 obyvatel
- 1930: 10 931 obyvatel
- 1950: 6 713 obyvatel
- 1961: 7 680 obyvatel
- 1970: 7 814 obyvatel
- 1980: 7 834 obyvatel
- 1991: 8 076 obyvatel
- 2001: 8 361 obyvatel
- 2010: 7 902 obyvatel

## Školství

### Mateřské školy
- Mateřská škola Broumov
- Mateřská škola "pejsek a kočička"
- Mateřská škola Začít spolu[18]

### Základní školy
- Masarykova základní škola
- Základní škola Hradební
- Základní škola Kladská
- Základní umělecká škola[18]

### Střední školy
- Gymnázium Broumov[18]

## Pamětihodnosti
- Mírové náměstí s morovým sloupem a kašnou. Měšťanské domy jsou původně ze 16. století, postaveny byly z kamene, do současné podoby byly upraveny po následných barokních a empírových úpravách. V západním rohu náměstí najdeme Starou radnici z roku 1419. Jedná se jednu z nejstarších radnic v českých poddanských městech. Obnovována a upravována byla po požárech v letech 1452 a 1565, celkovou přestavbou radnice prošla roku 1838, dnes slouží jako pobočka Komerční banky.
- Mariánský sloup uprostřed náměstí nechal postavit opat Otomar Zinke v roce 1706. Osm soch světců je z dílny J. Brokoffa, na vrcholu sloupu je umístěna replika gotické Madony z klášterního kostela od Gottfrieda Bosewettera. Na náměstí je dále také kašna, knihovna a Městské divadlo.
- Broumovský klášter, mohutná stavba okolo dvou vnitřních dvorů (východní je kvadratura, západní prelatura) od K. I. Dienzenhofera z let 1726–1748 se zachovalou historickou knihovnou s ochozem a freskovým stropem (asi 17 tisíc svazků). Ve sbírkách je i barokní kopie Turínského plátna a ve sklepeních kláštera jsou uskladněny od roku 2000 vamberecké mumie. V přízemí severního křídla je klenutý refektář se štuky B. Spinettiho a s freskami J. K. Kováře (kolem 1754), v 1. patře jižního křídla Kamenný sál sklenutý kopulí s freskami (J. Hager, 1765).
- Kostel sv. Vojtěcha, gotické trojlodí ze 14. století, ve 2. polovině 17. stol. barokně přestavěný na jednolodní s plochými bočními kaplemi a emporami, s hranolovou věží v západním průčelí a terasou se sochami před jižním průčelím. Kostel je zaklenut valenou klenbou, štuková výzdoba od bratří Soldati a fresky od J. J. Steinfelse z roku 1692. Hlavní oltář z roku 1722 od J. Dobnera se sochami od M. V. Jäckela, v horní části drobná soška Madony ze 14. století. V bočních kaplích oltářní obrazy od V. V. Reinera a 12 dřevěných soch světců od M. V. Jäckela z téže doby.
- Bývalé klášterní gymnázium z roku 1711 jižně od kostela, na severní straně most z roku 1705 přes hradební příkop do zahrady.
- Dřevěný hřbitovní Kostel Panny Marie s ochozem ze 14. století, přestavěný 1449, patrně nejstarší dochovaná dřevěná sakrální stavba ve střední Evropě. Uvnitř trámový strop s částečně původní výmalbou z 15. století, v ochozu na 9 dřevěných deskách kronika města za léta 1542–1847.
- Kostel svatého Václava, barokní stavba se staršími základy na půdorysu řeckého kříže od K. I. Dientzenhofera z roku 1730. Nástropní malby od F. A. Schefflera.
- Děkanský kostel svatého Petra a Pavla, založený současně s městem kolem 1265. Gotické halové trojlodí barokně přestavěné roku 1757, s gotickou věží v průčelí. Cenné zařízení z poloviny 18. století, dřevěná socha Madony kolem 1365.
- Fara s unikátní gotickou freskou Posledního soudu ze 14. století v podzemní části původní stavby, Kostelní náměstí u děkanského kostela, jedna z nejstarších památek města
- Bývalý špitál s barokním kostelem svatého Ducha
- Klášterní dub, památný strom
- Vojenský hřbitov z let 1914–1918 a 1939–1945 Zajatci zajateckého tábora zemřelým kamarádům zbudovali podle návrhu zajatého ruského inženýra památník. Pro zhruba 400 rakouských vojáků bylo zřízeno na vojenském hřbitově zvláštní oddělení. Během 2. světové války zde bylo pohřbeno 122 ruských zajatců.
- Městské opevnění, dochované části středověkého (1360–1380) a raně barokního opevnění po téměř celém obvodu jádra města i s pozůstatkem bývalého klášterního opevnění, vyhlídka z hranolové věži Hladomorna[9][12][19]

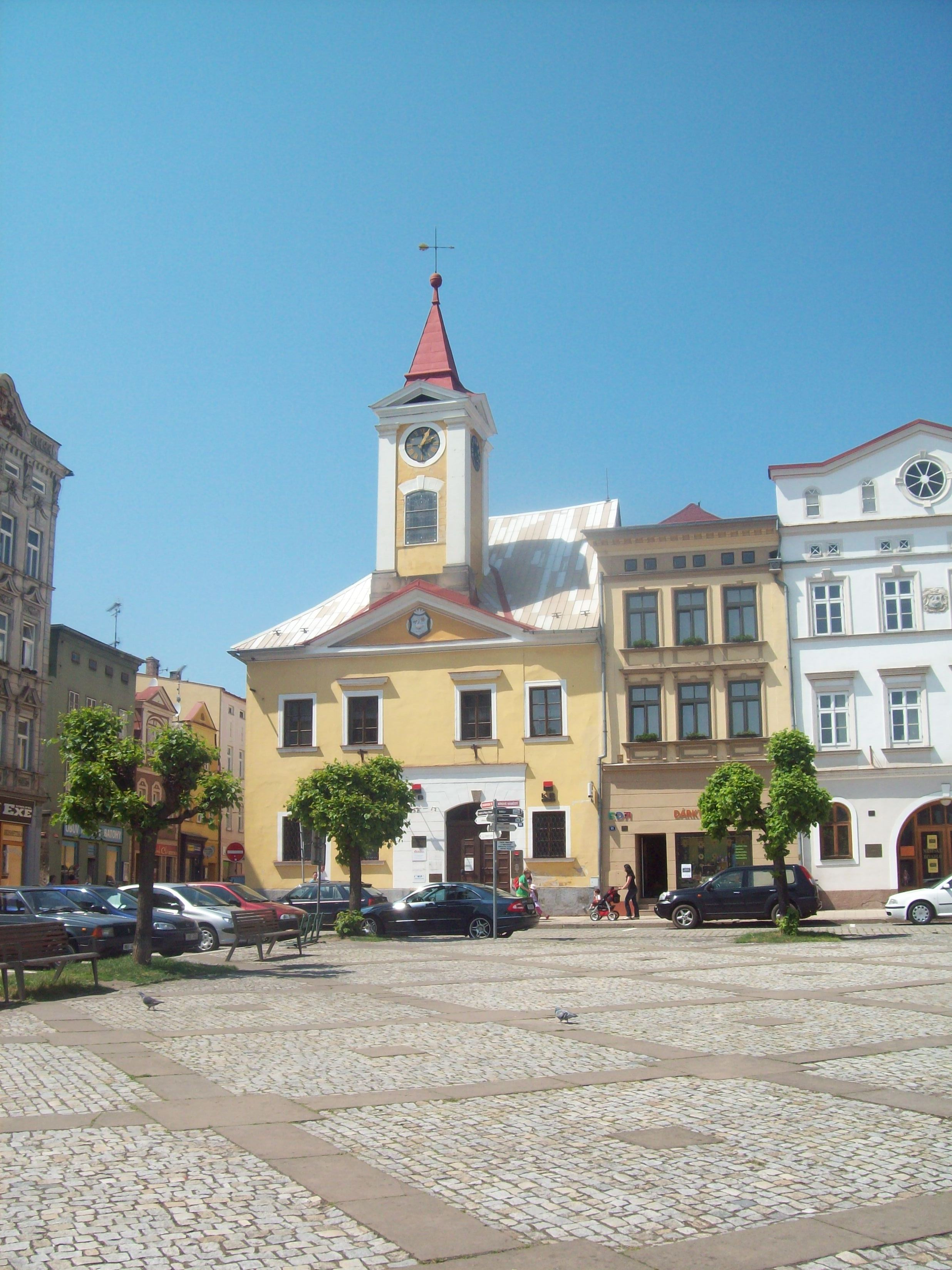
Stará radnice
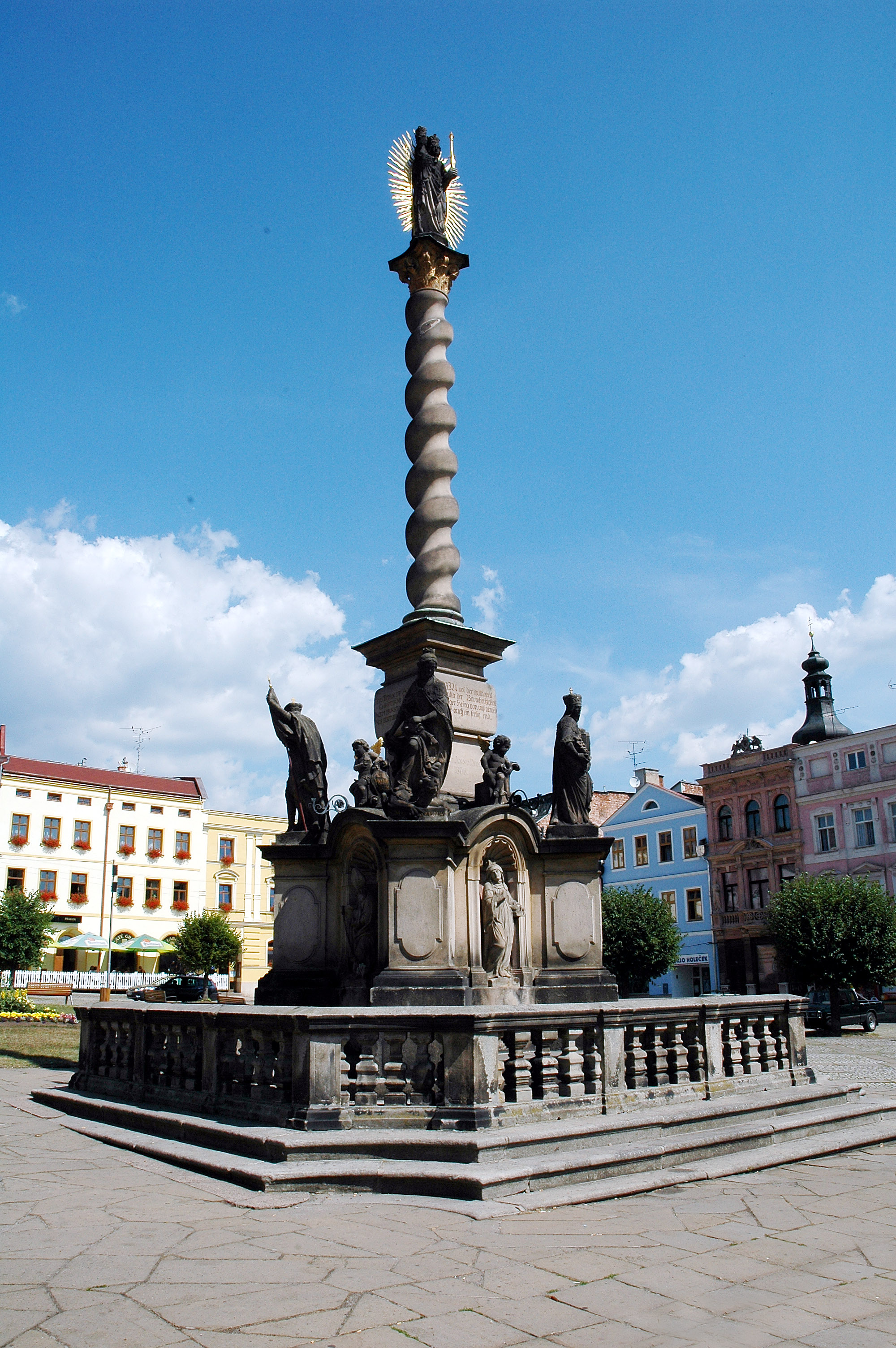
Mariánský sloup na náměstí
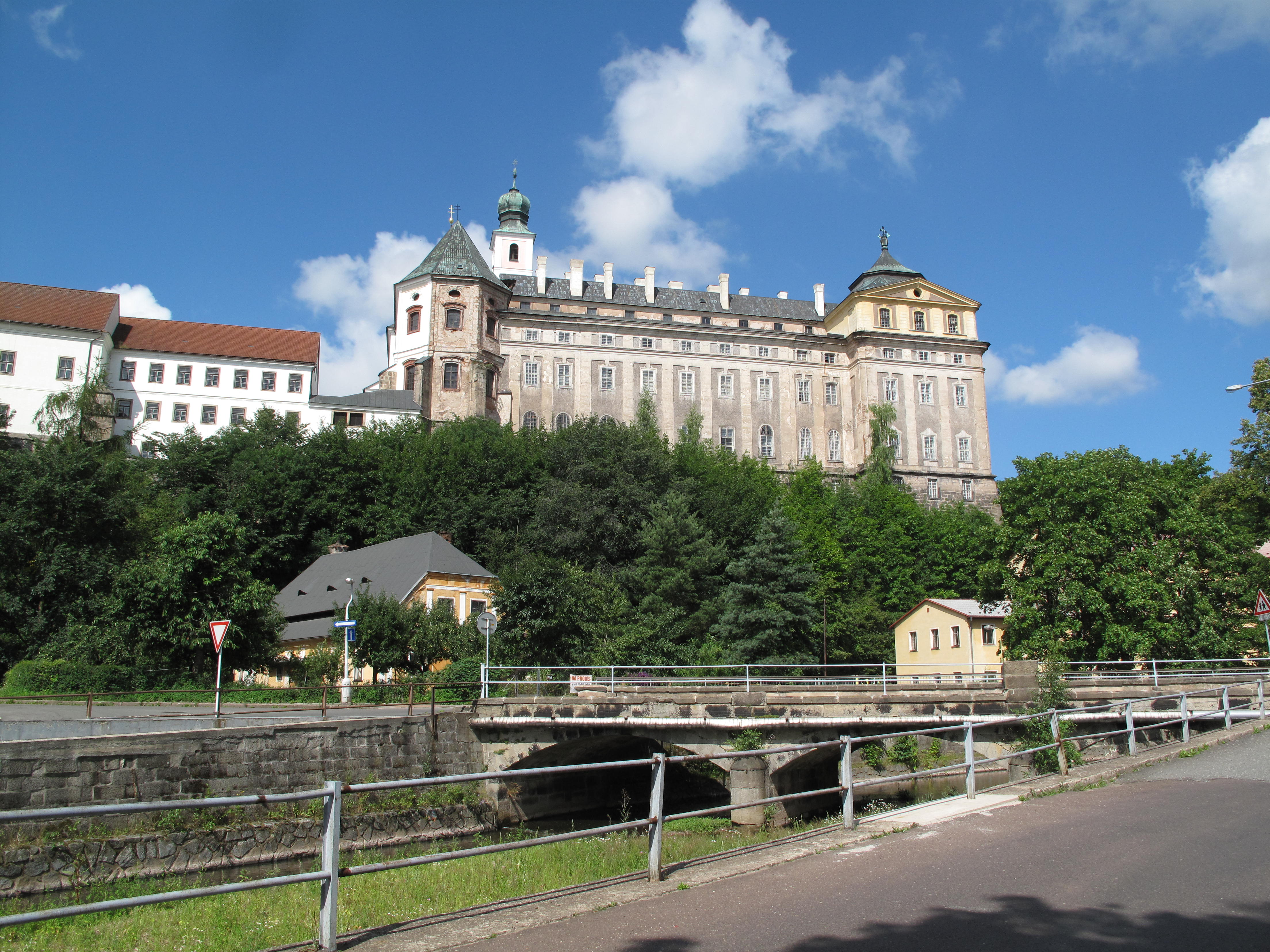
Klášter od východu
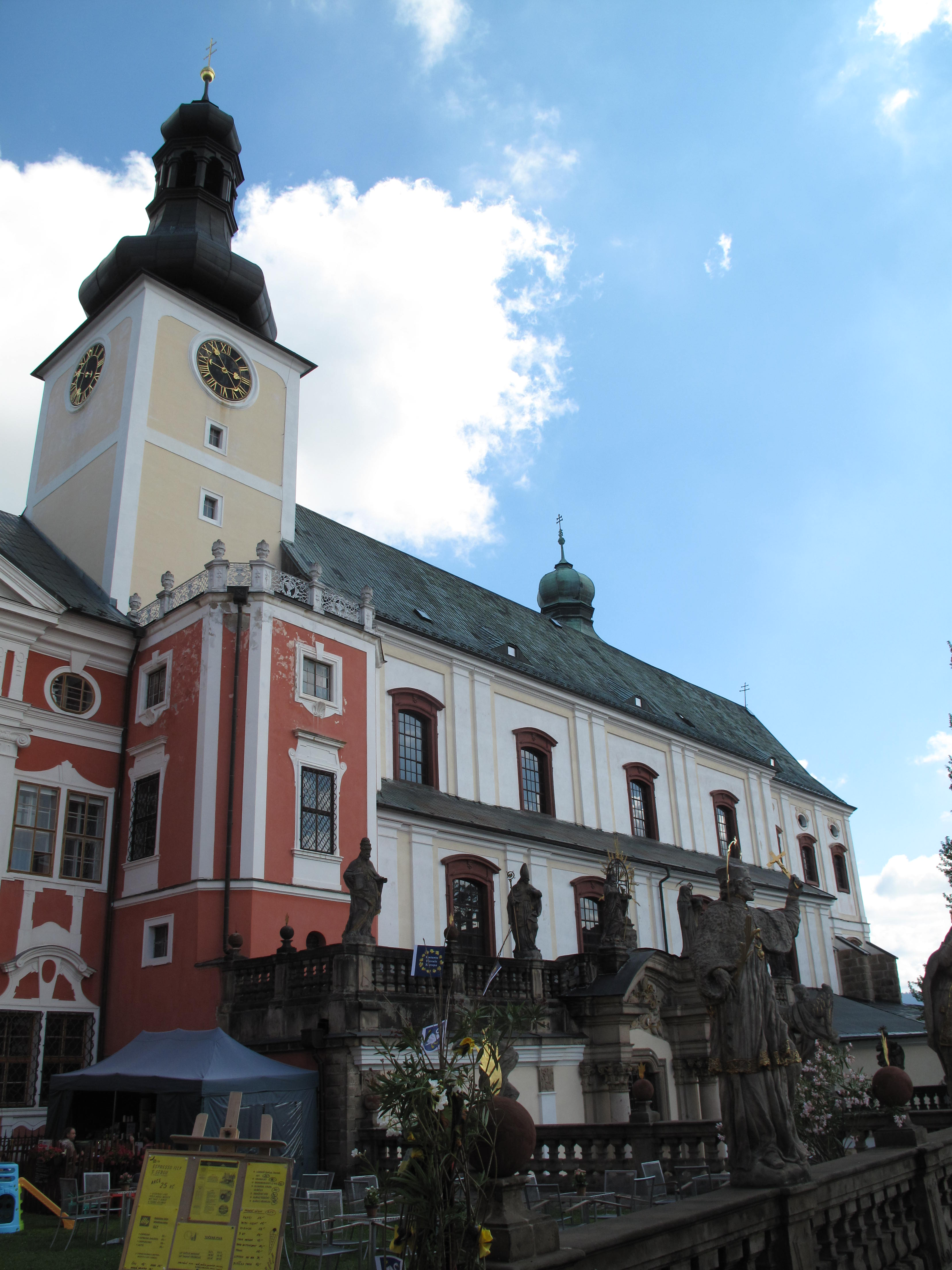
Kostel sv. Vojtěcha
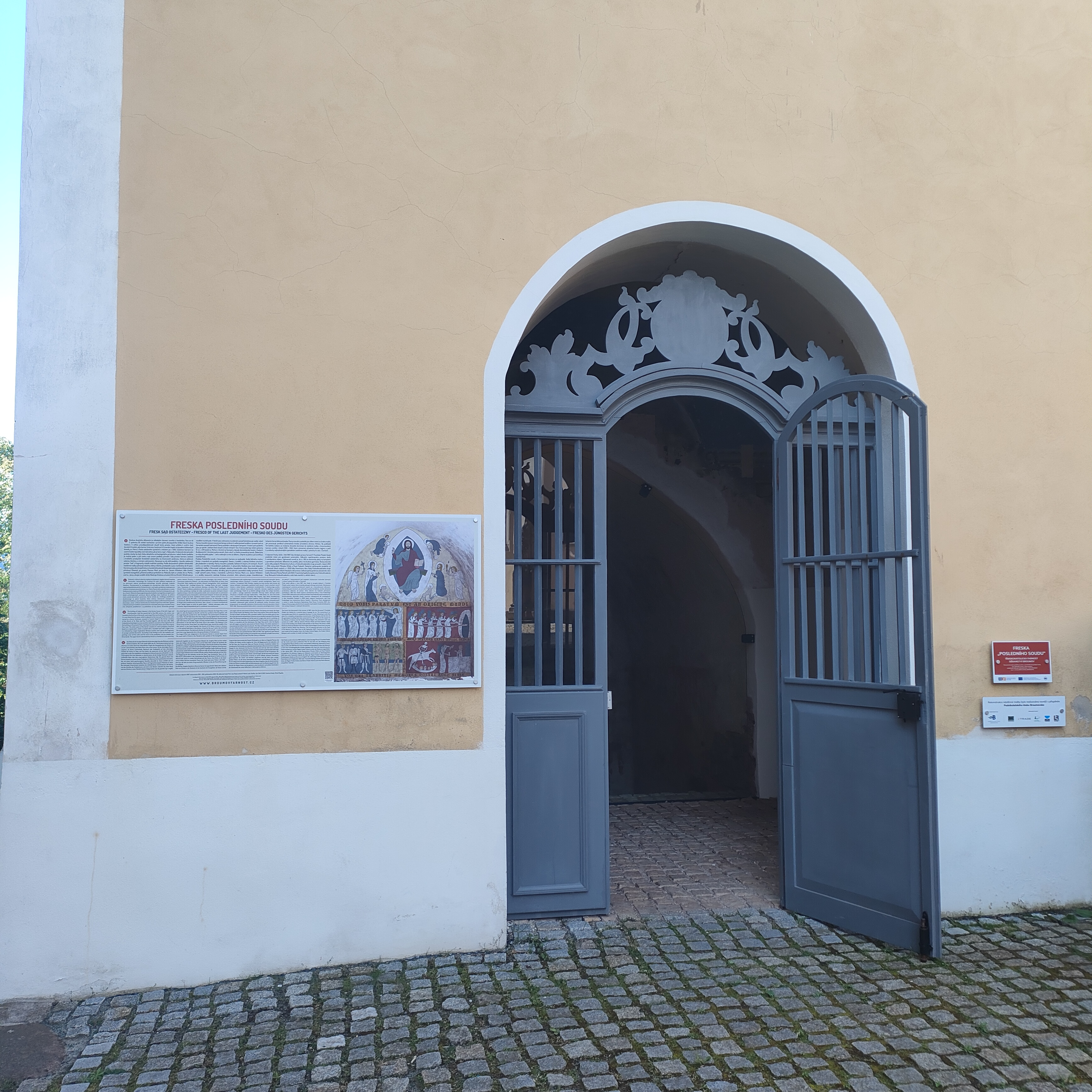
Vstup k fresce Posledního soudu u fary na Kostelním náměstí
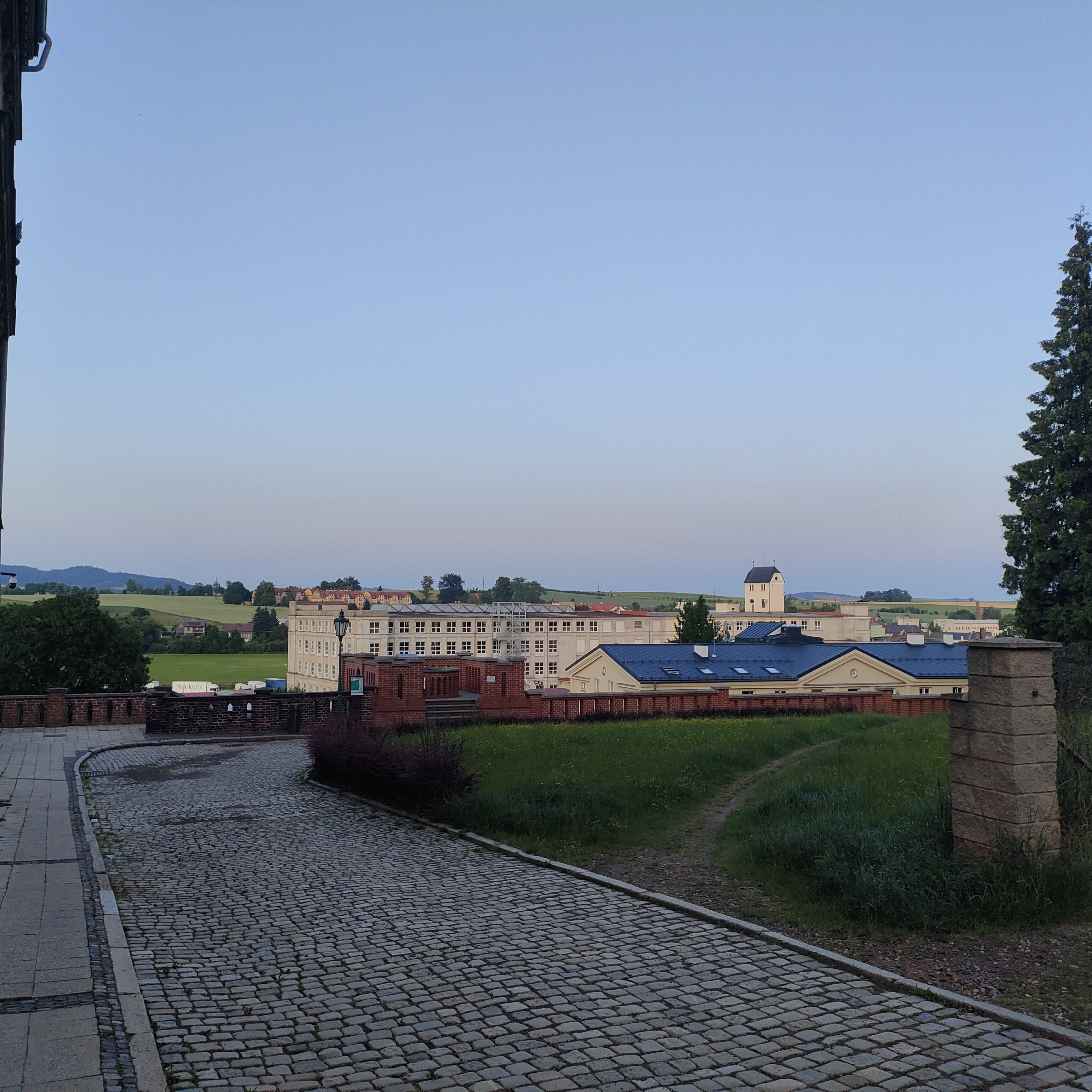
Pohled na pás východní linie městského opevnění  s věží Hladomornou a vyhlídkou
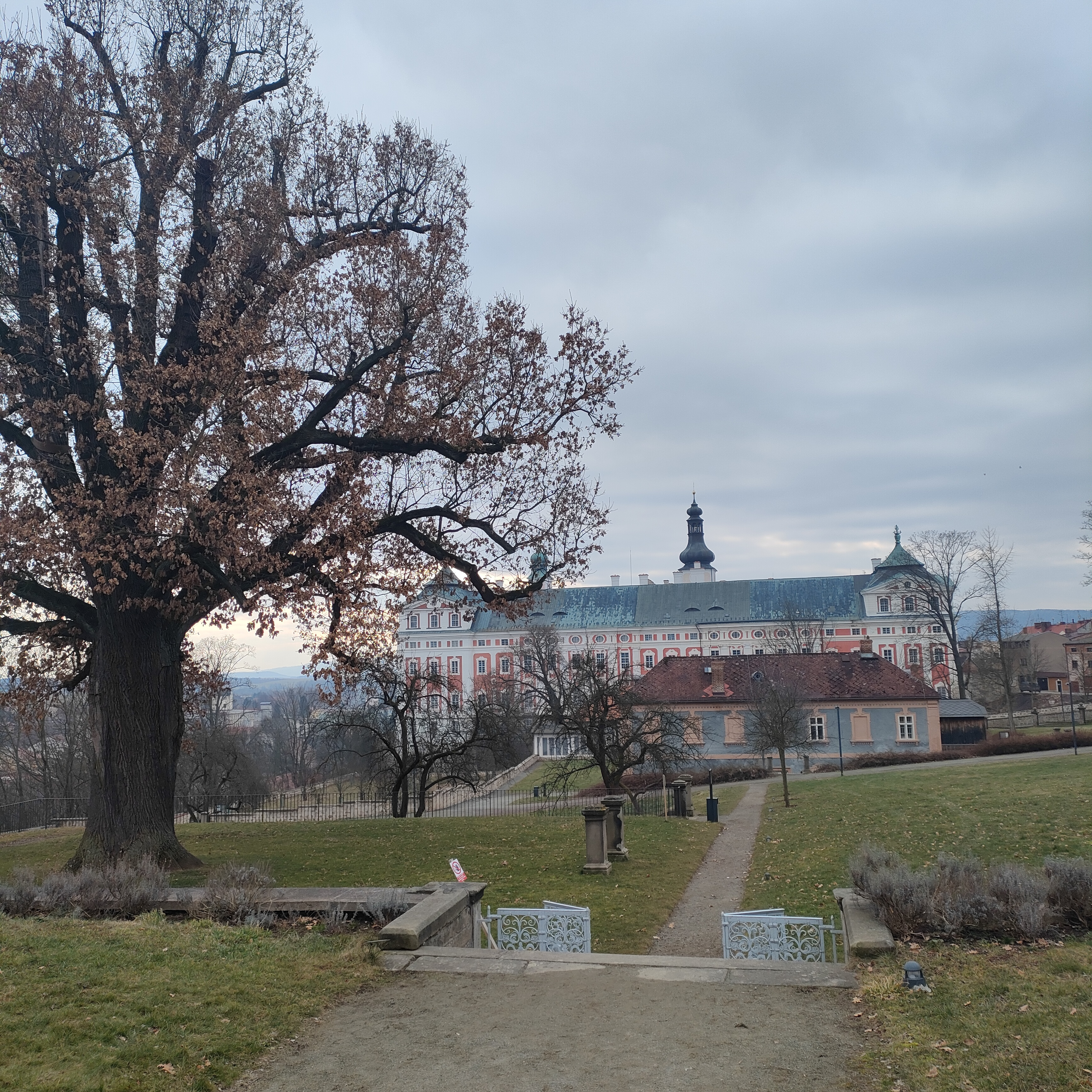
Klášter s Klášterní zahradou na ostrožně nad řekou Stěnavou
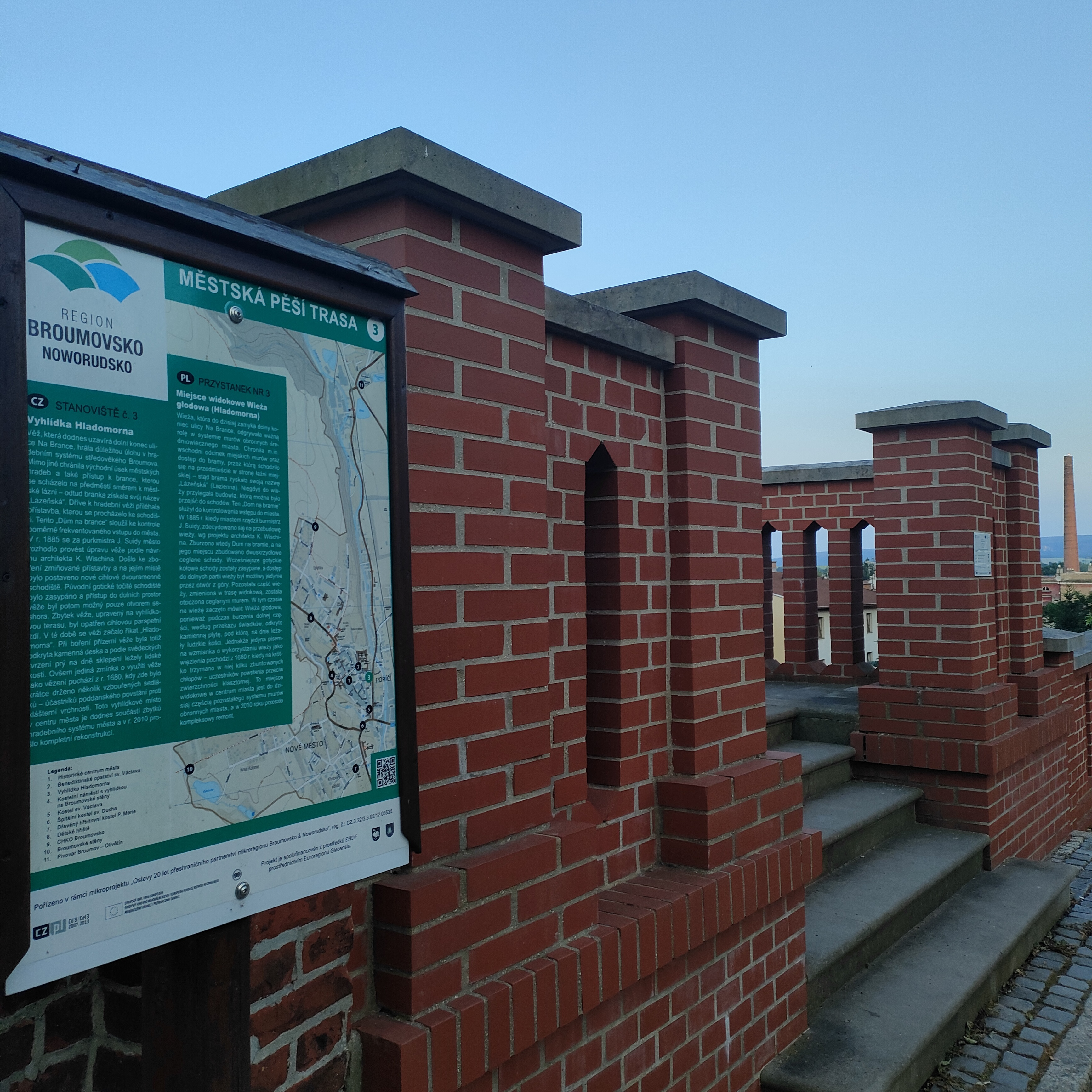
Naučná stezka Městská pěší trasa v Broumově u vyhlídky Hladomorna

## Kultura

### Muzeum Broumovska
Muzeum Broumovska, založené roku 1945 jako středisko vlastivědné práce tehdejšího okresu Broumov, sídlí od roku 1980 v areálu kláštera (Klášter 1). Vystavované předměty mají spojitost s činností řádu benediktinů. Muzeum má přírodovědnou expozici se vzorky minerálů Broumovska včetně odrůd jaspisů a achátů.

### Městská knihovna v Broumově
Městská knihovna v Broumově funguje od roku 1948 v bytovém historickém domě na adrese Mírové náměstí čp. 52.

### Městské divadlo Broumov
Městské divadlo Broumov se nachází na adrese Mírové náměstí čp. 54. Budova divadla je národní kulturní památkou. Divadlo je spravováno městem a vede divadelní soubor Broumov a divadelní soubor Hlavy. Hlediště a balkón jsou zdobeny štukovou a malířskou výzdobou.

### Ostatní kulturní zařízení
Další kulturní zařízení v Broumově:
- Kulturní dům Střelnice (plesy, koncerty)
- Konferenční sál IC Broumovska (konference, koncerty, promítání, besedy apod.)
- Výstavní síň na staré radnici (výstavy, besedy, předávání ocenění apod.)
- Výstavní síň Lokart (výstavy, besedy, předávání ocenění apod.)

### Okolí
- Soubor barokních kostelů v okolních vesnicích, tzv. Broumovská skupina kostelů.
- Jedinečné klasicistní Broumovské statky, jako specifický prvek místní architektury jenž vznikl v druhé polovině 19. století.

- Laudonovy valy na Broumovských stěnách – jsou zbytky obranných vojenských zákopů na modré turistické trase z Honského sedla na Strážnou horu a na Hvězdu. Laudonovy valy byly vybudovány místním obyvatelstvem (nedobrovolně) a vojskem generála Laudona v roce 1758 za sedmileté války s Prusy.

- Broumovský výběžek ukrývá největší pískovcová města kontinentu.[22] Pískovcové věže dosahují výšek přes sto metrů, a právě těchto sto metrů od sebe dělí dva odlišné světy: svět výslunných skalních zahrádek na vrcholcích skal – a temných, vlhkých chodeb pod nimi. Tam panují podmínky srovnatelné s krajinami polárních kruhů. Ale Broumovsko nejsou jen Adršpašsko–Teplické skály. O kus dál se krajinou táhne monumentální přírodní schod, Broumovské stěny. Pod ní leží kotlina s alejemi, kamennými barokními sochami a souborem devíti velkých venkovských kostelů
- Umlaufův mlýn v Otovicích u Broumova
- Koncertní festival Za poklady Broumovska
- Pivovar Broumov – Olivětín

### Evropské hlavní město kultury 2028
V říjnu postoupilo město Broumov do závěrečného kola výběru kandidátů na Evropské hlavní město kultury 2028. Během závěrečného výběru dostaly v této funkci přednost České Budějovice.

## Filmy natáčené v Broumově
V Broumově byly natáčeny následující filmy a seriály:
- F. L. Věk (Broumovský klášter), seriál
- Řád (Broumovský klášter), historický film
- Ďáblova lest (Broumovský klášter), seriál
- Mladá léta (Mírové náměstí), historický film
- Bastardi (různá místa), film

## Části města
- Benešov
- Broumov
- Kolonie 5. května
- Nové Město
- Olivětín
- Poříčí
- Rožmitál
- Velká Ves

Od 1. července 1985 do 31. srpna 1990 k městu patřily i Křinice.

## Partnerská města
- Forchheim, Německo
- Nowa Ruda, Polsko

## Fotogalerie

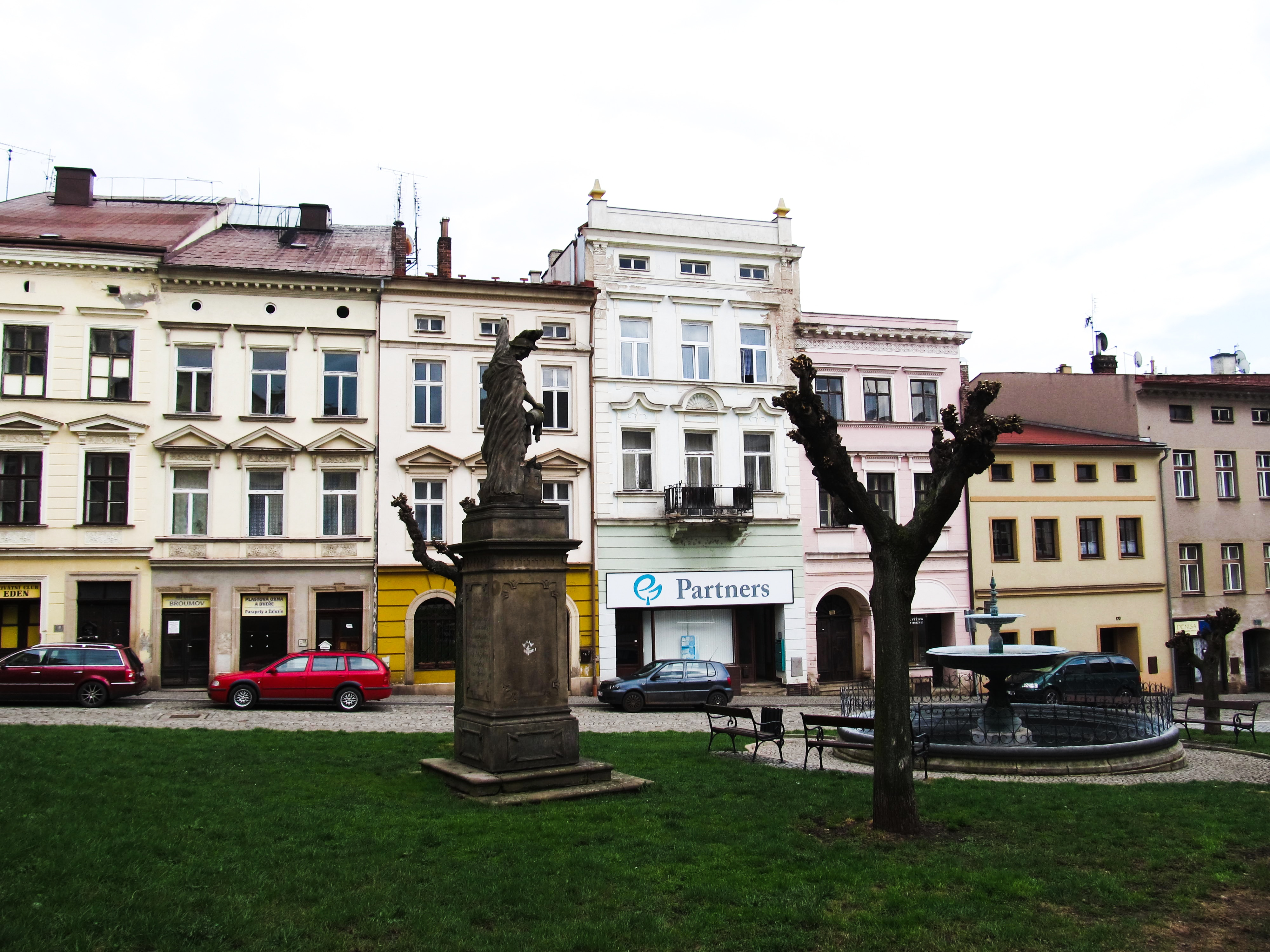
Malé náměstí
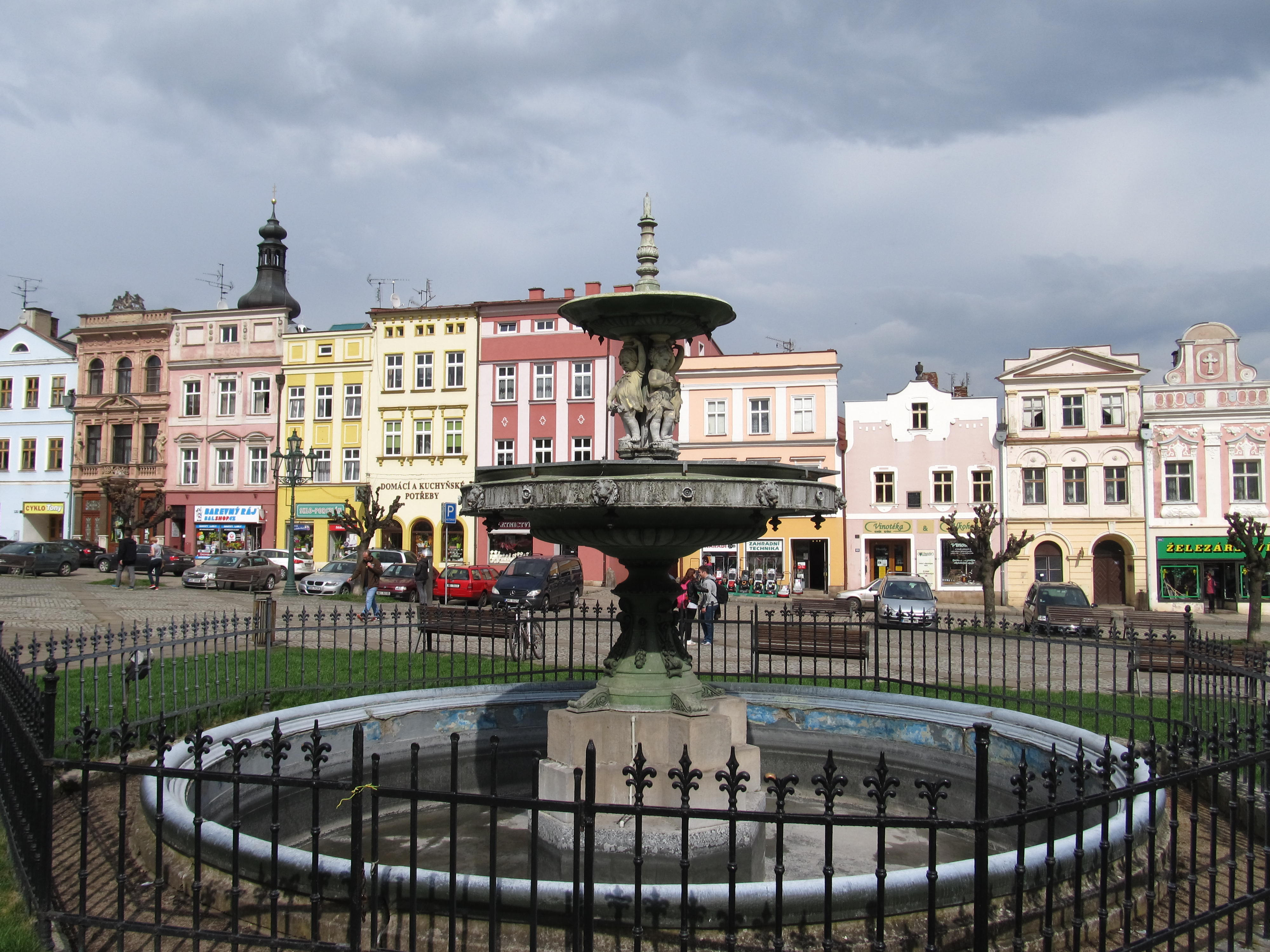
Mírové náměstí
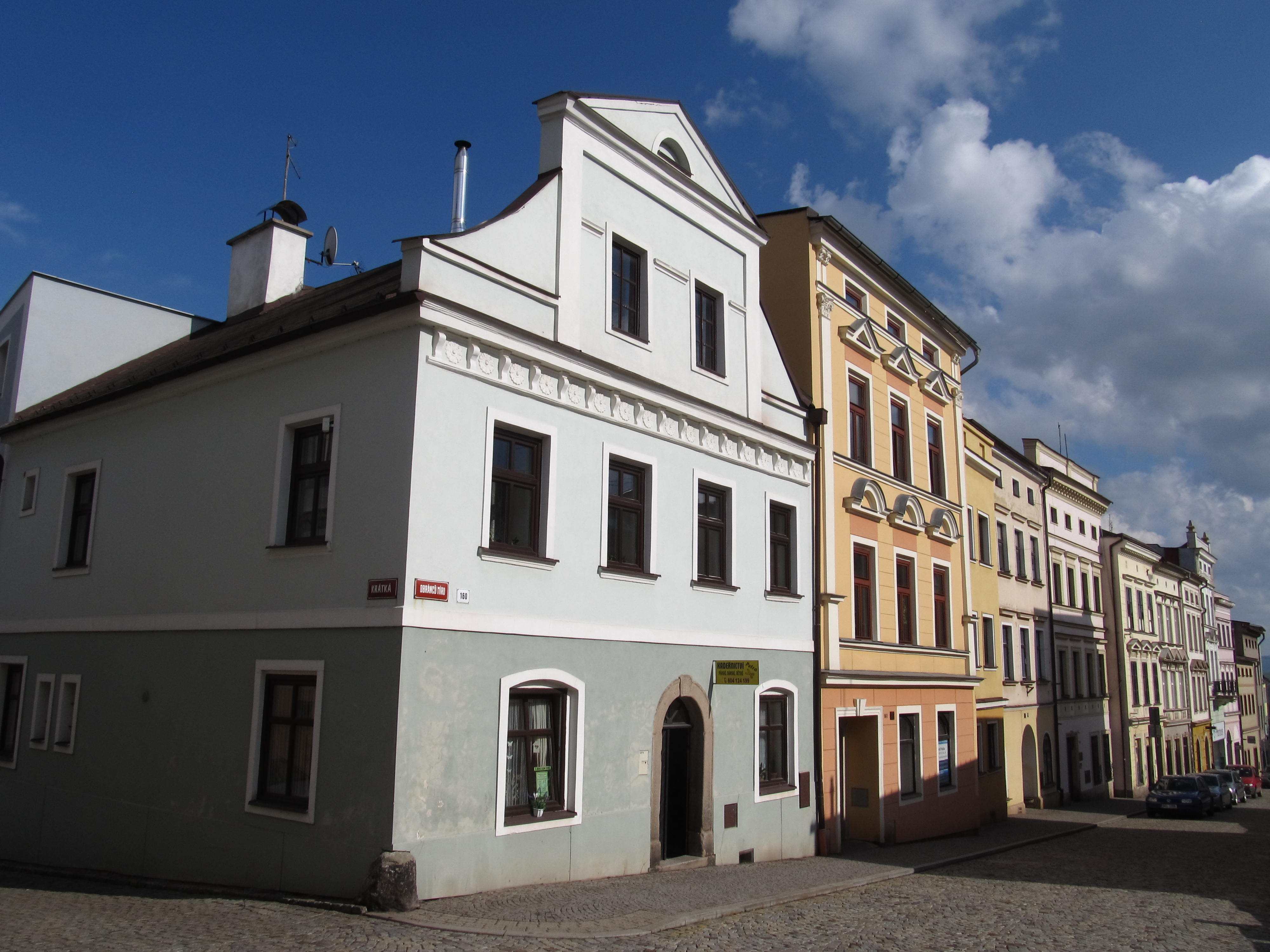
Ulice Obránců míru
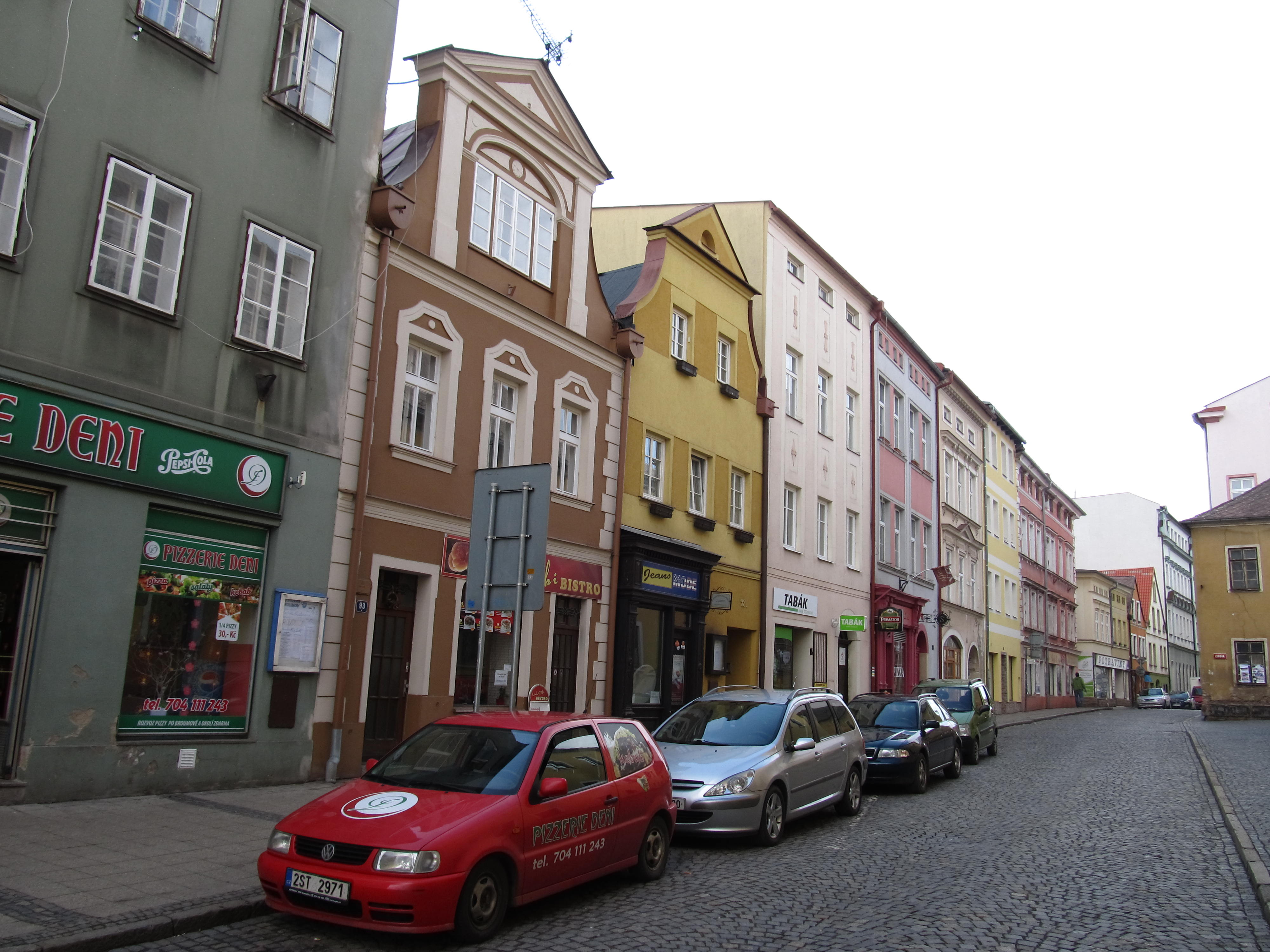
Ulice Protifašistických bojovníků
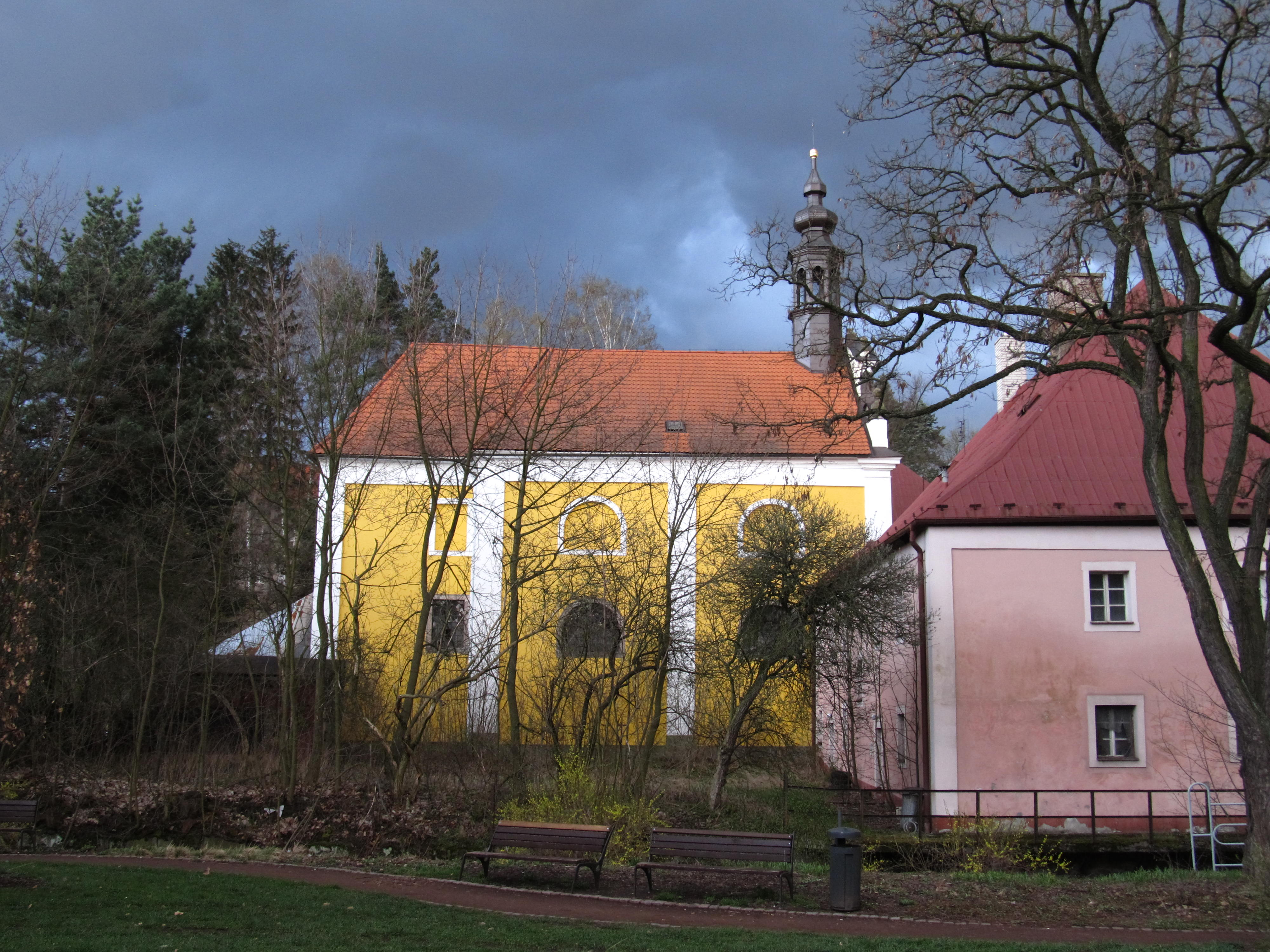
Kostel sv. Ducha
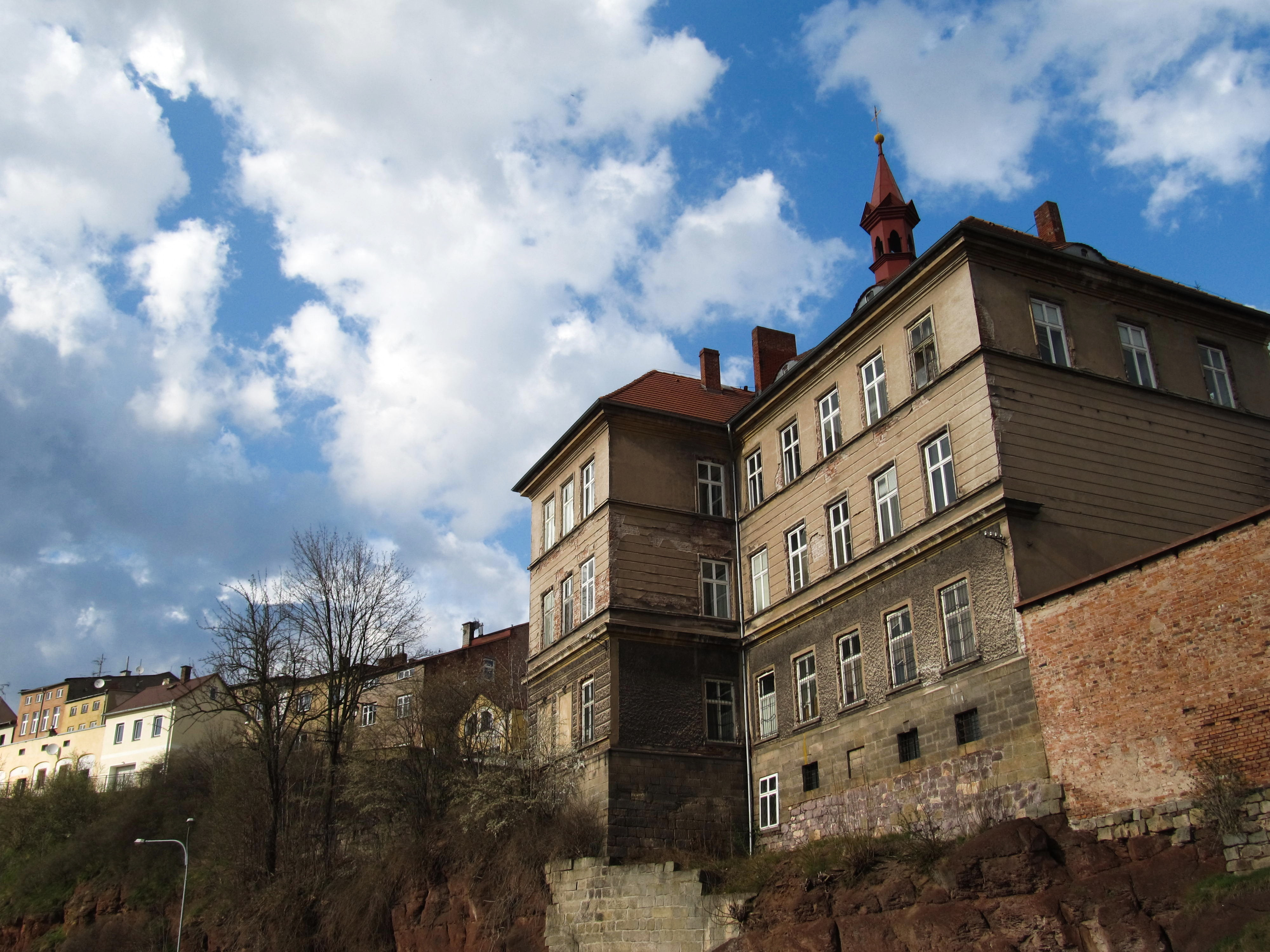
Pohled z ulice U Dolní brány
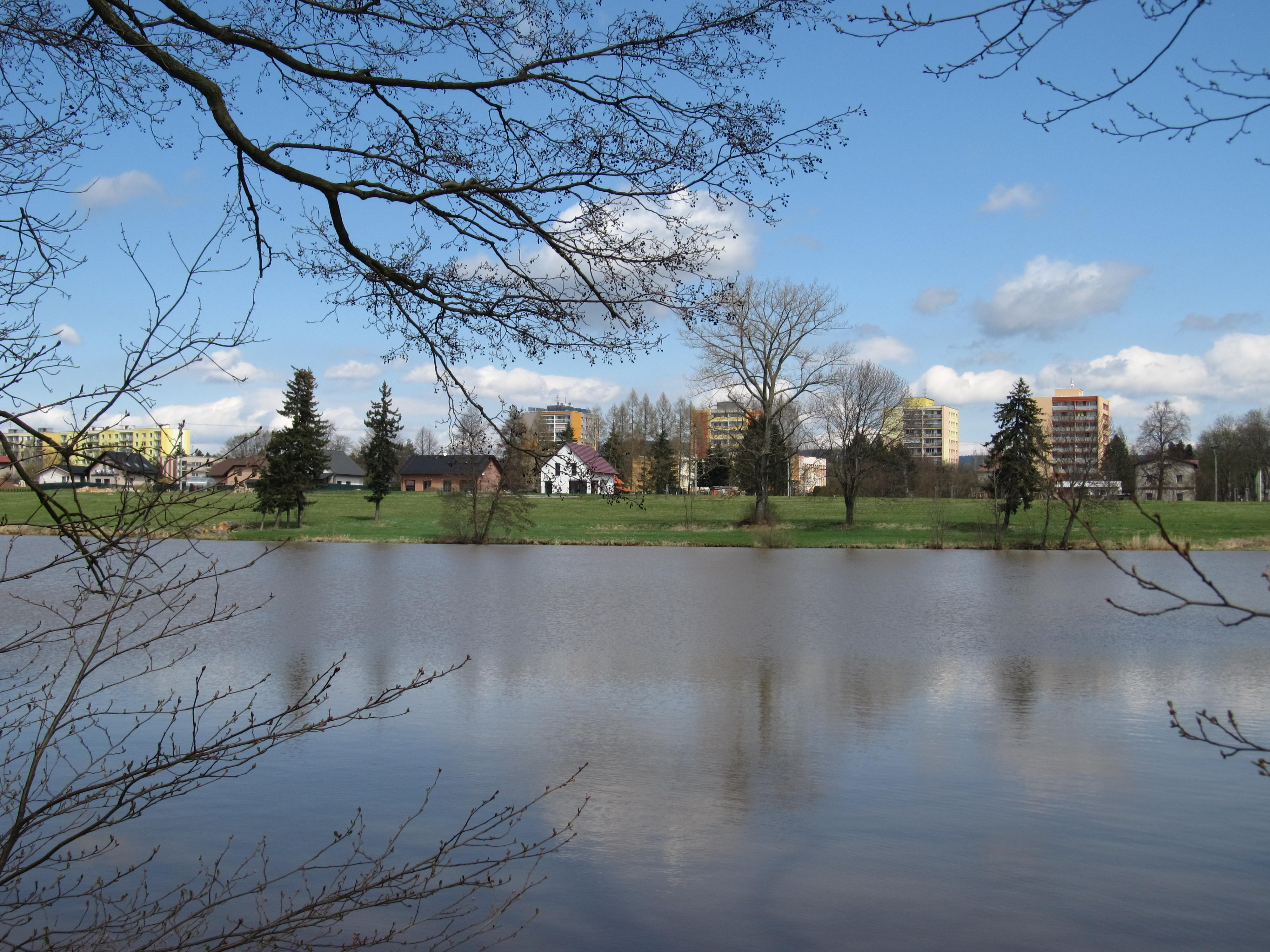
Pohled na Broumov cestou z Křinic přes Cihelný rybník
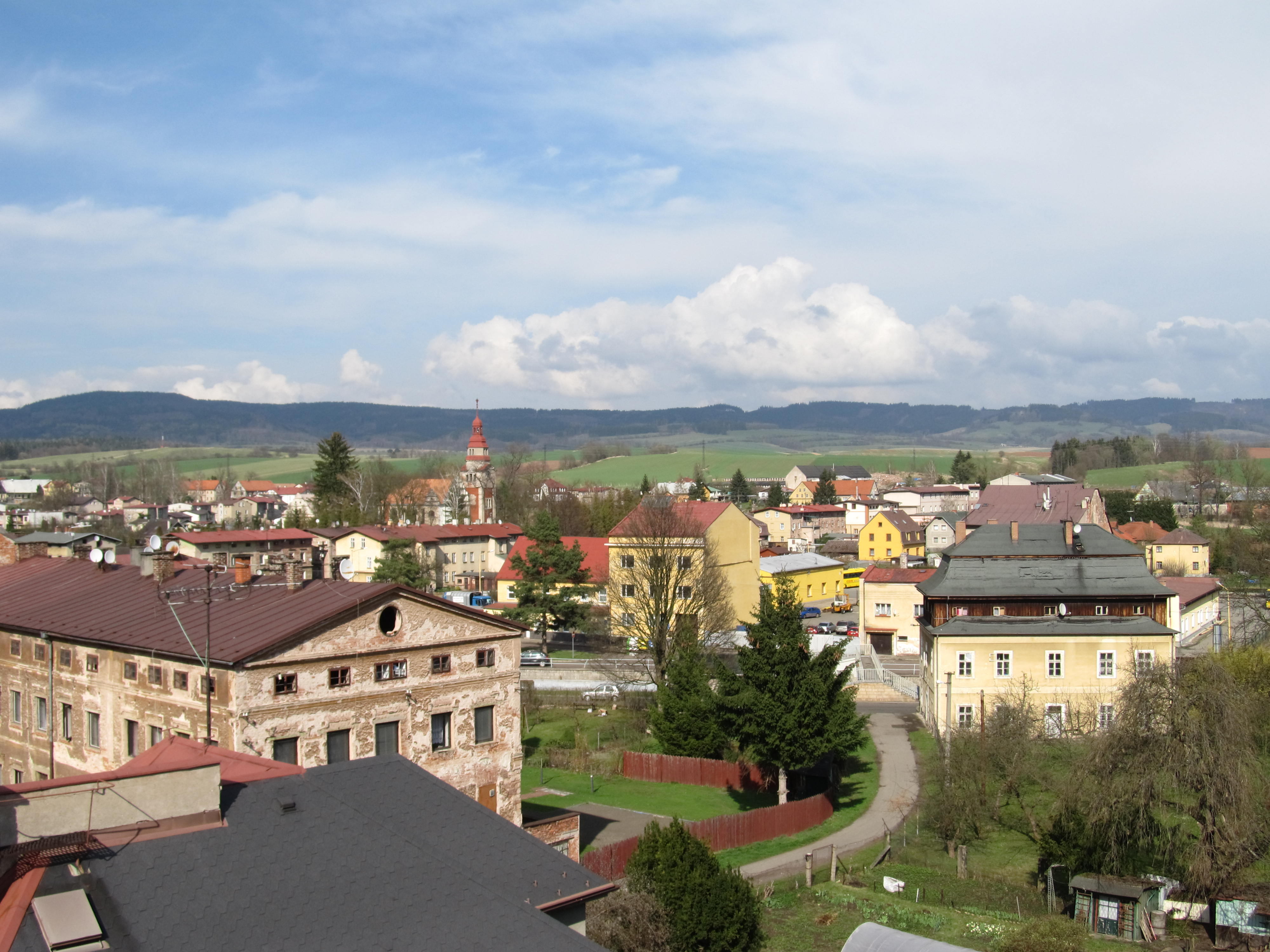
Pohled na východní část Broumova z bývalých hradeb
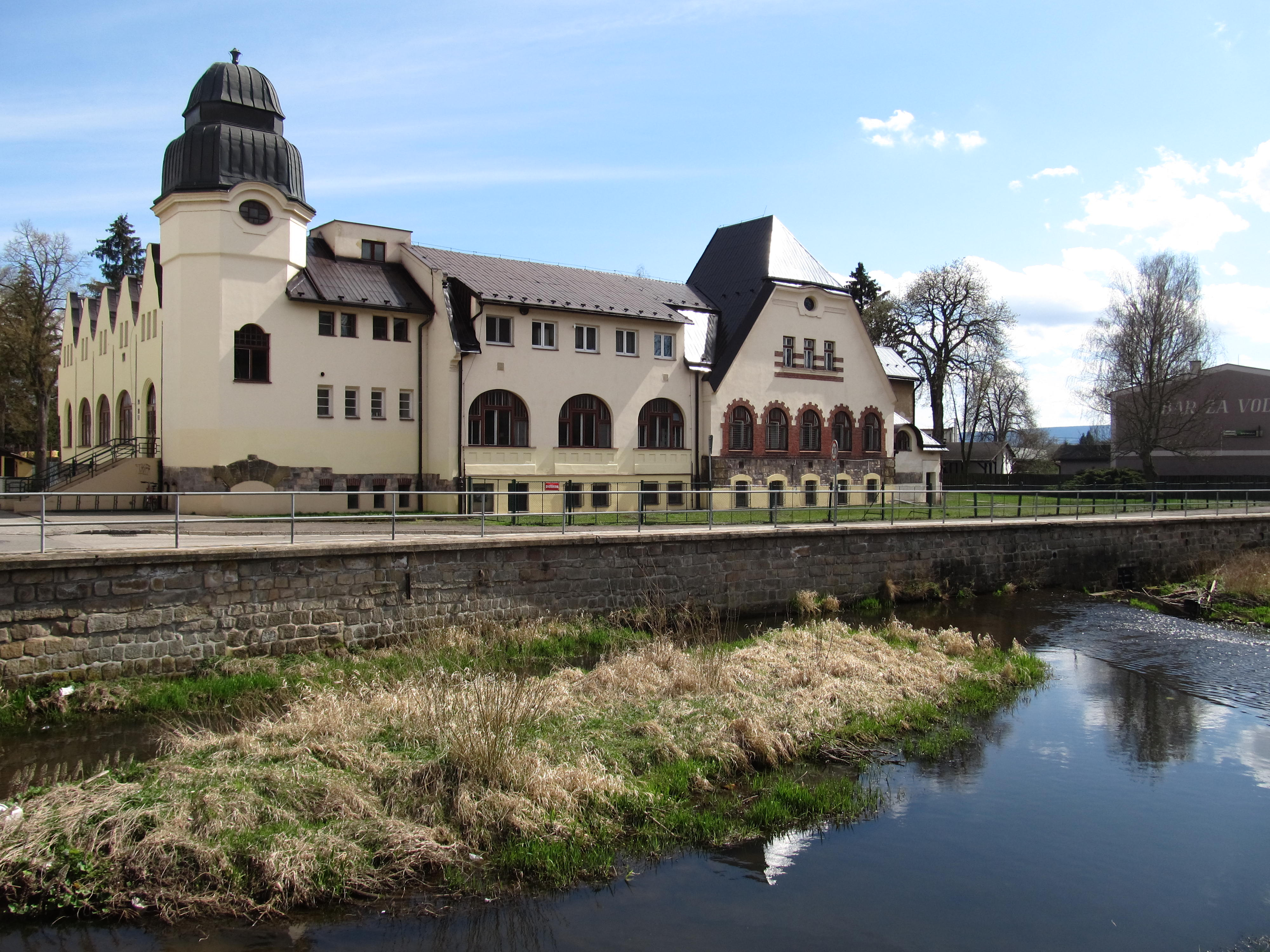
Bývalá Pollackova továrna na nábřeží řeky Stěnavy
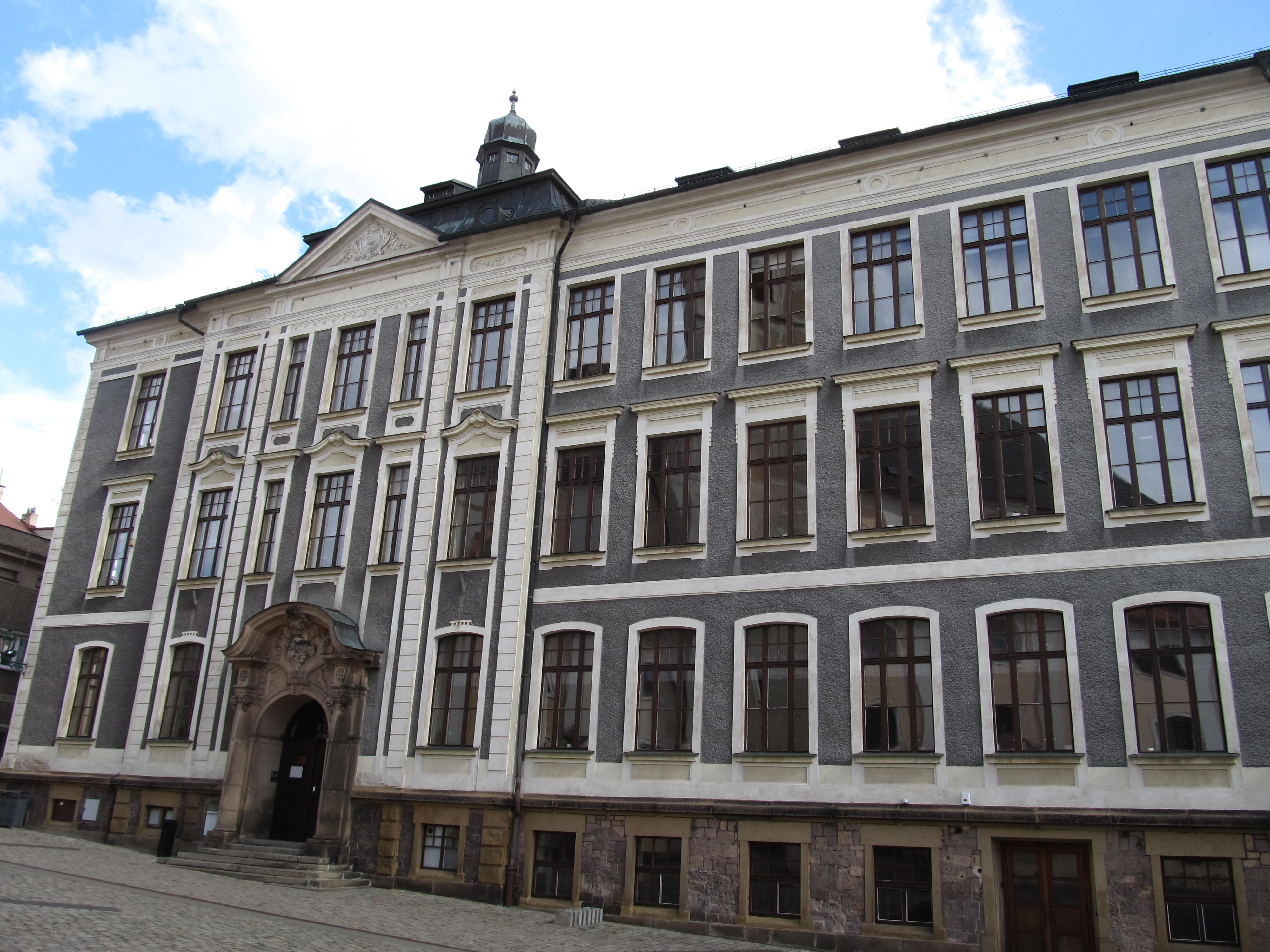
Gymnázium na Kostelním náměstí
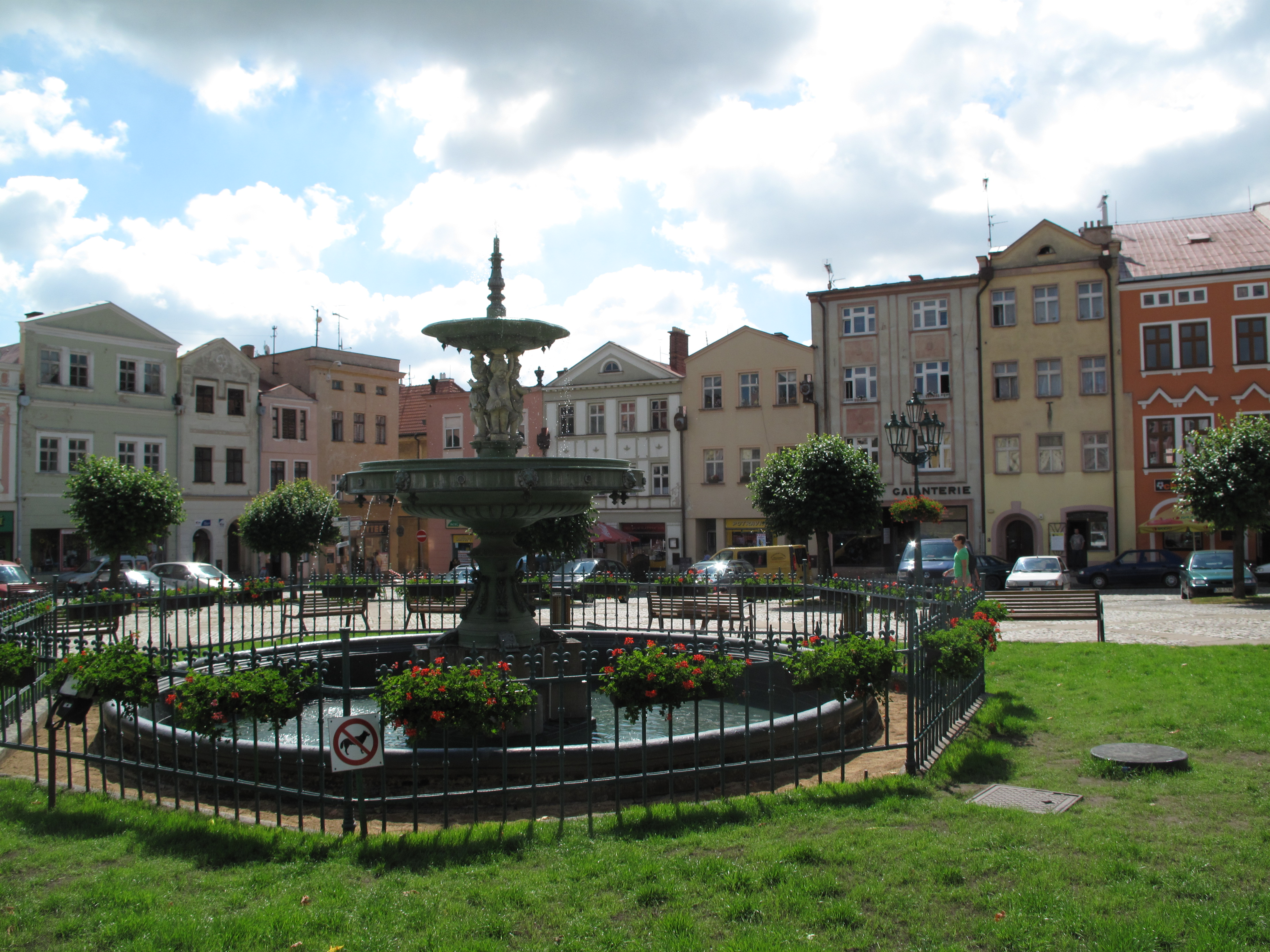
Mírové náměstí
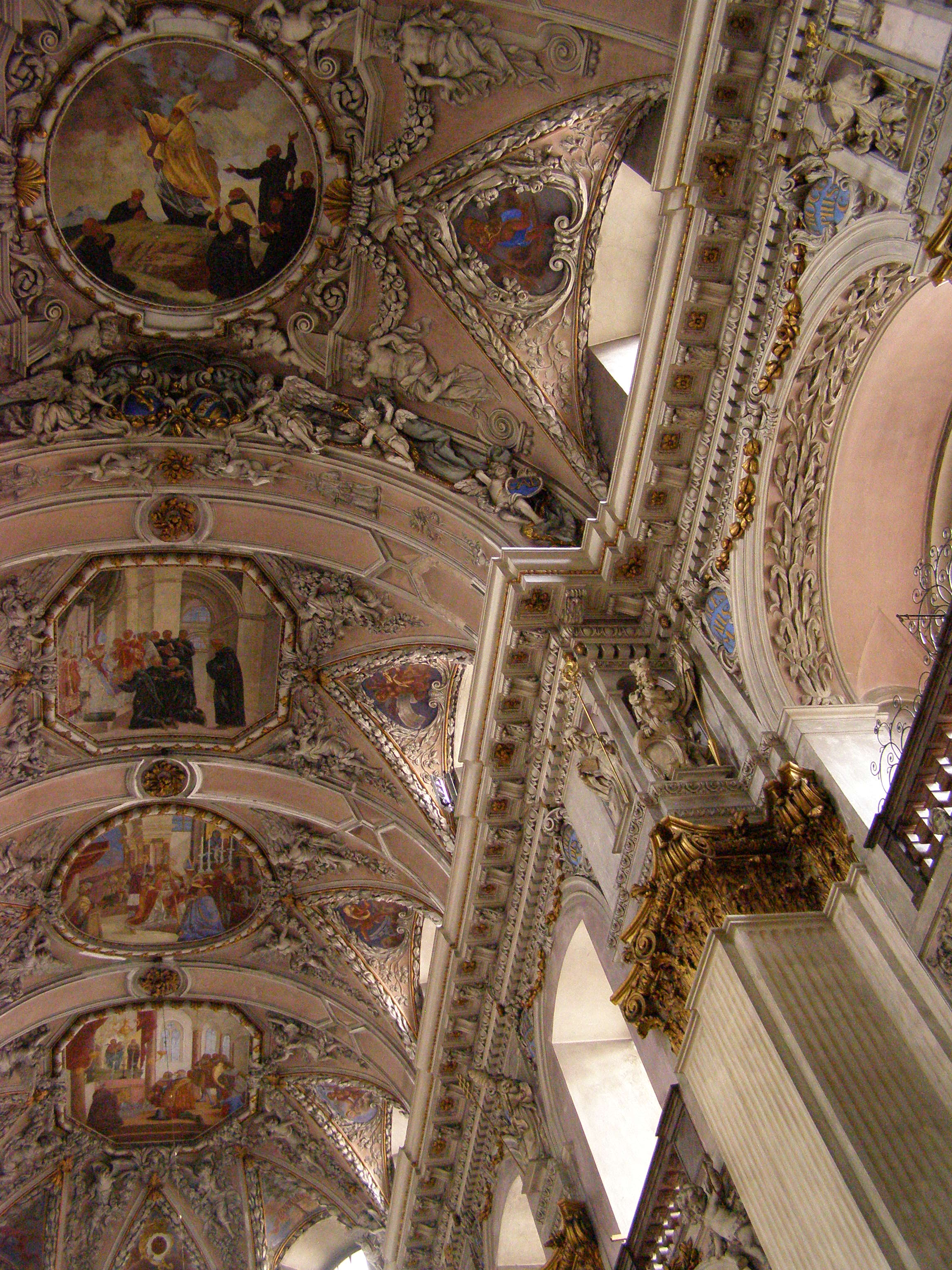
Broumovský klášter, kostel sv. Václava
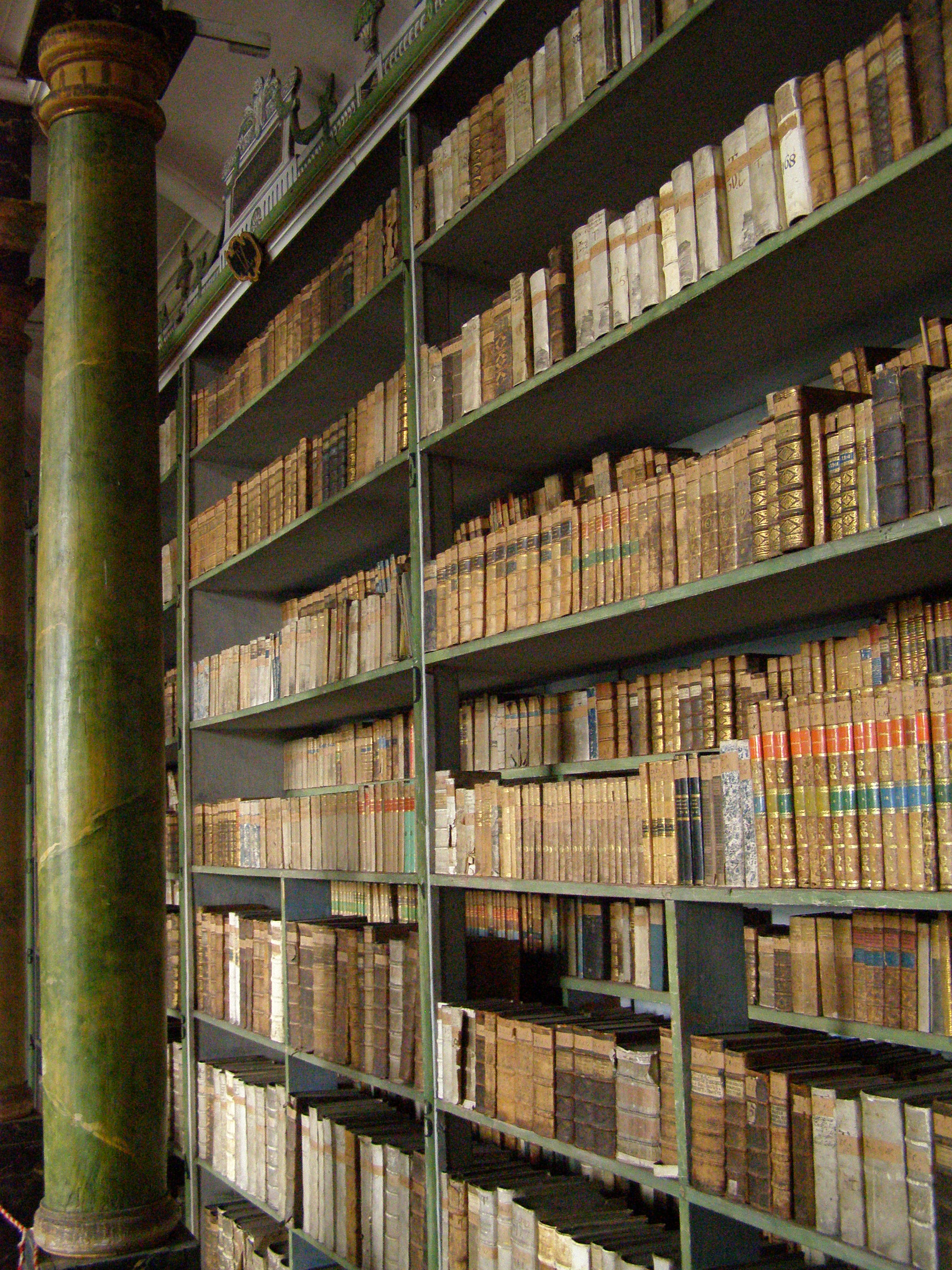
Broumovský klášter, knihovna
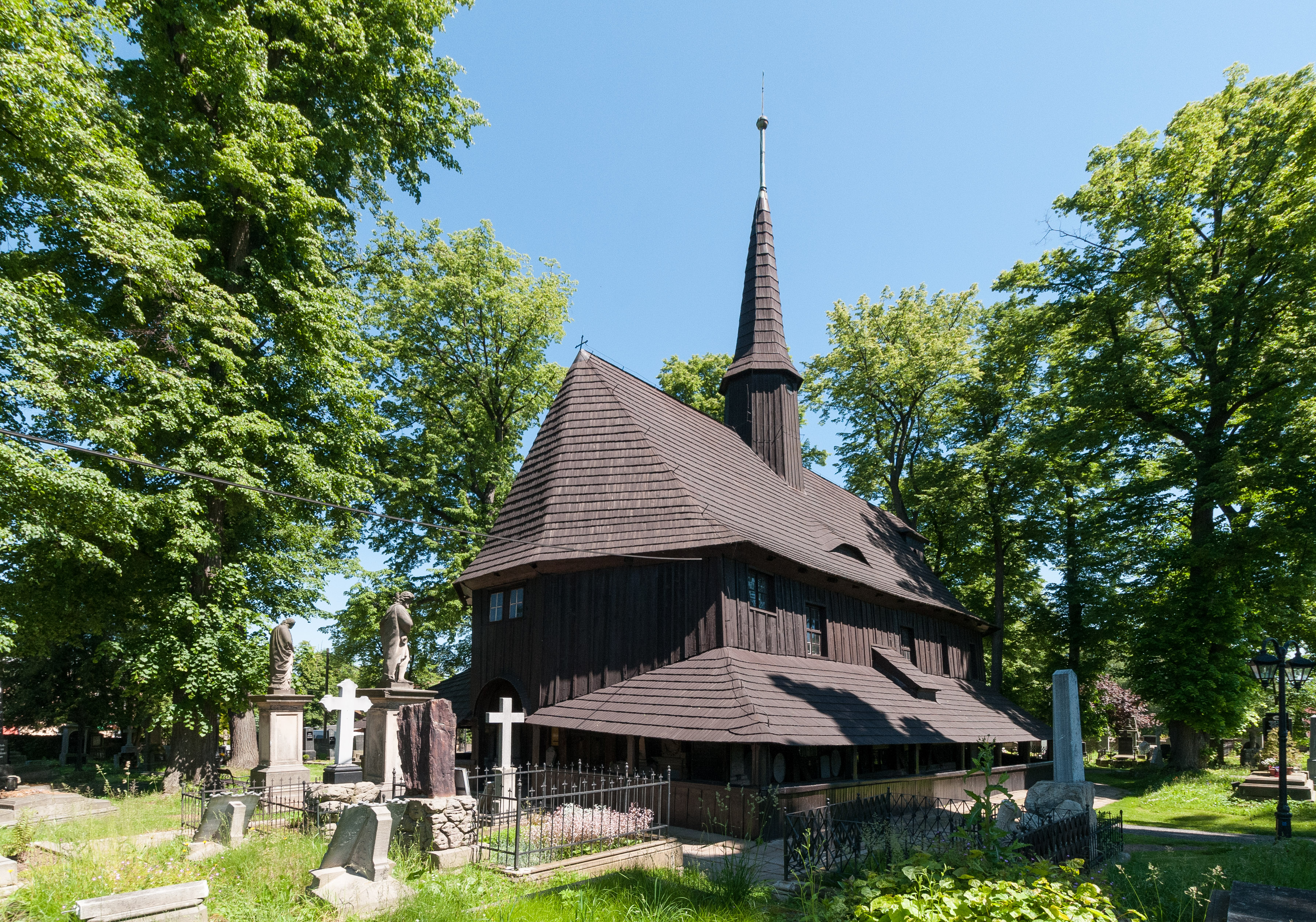
Dřevěný hřbitovní kostel Panny Marie
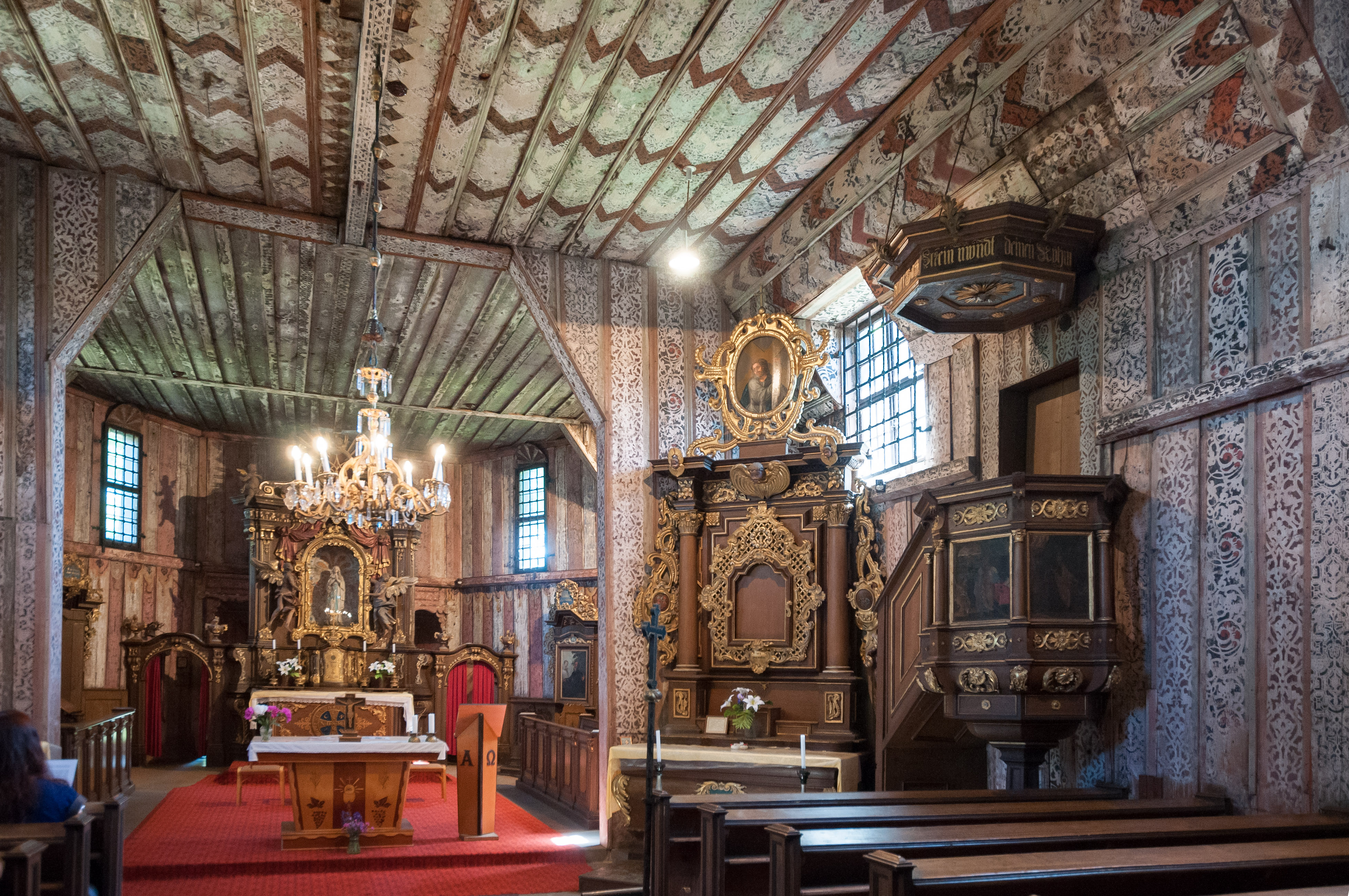
Kostel Panny Marie – interiér
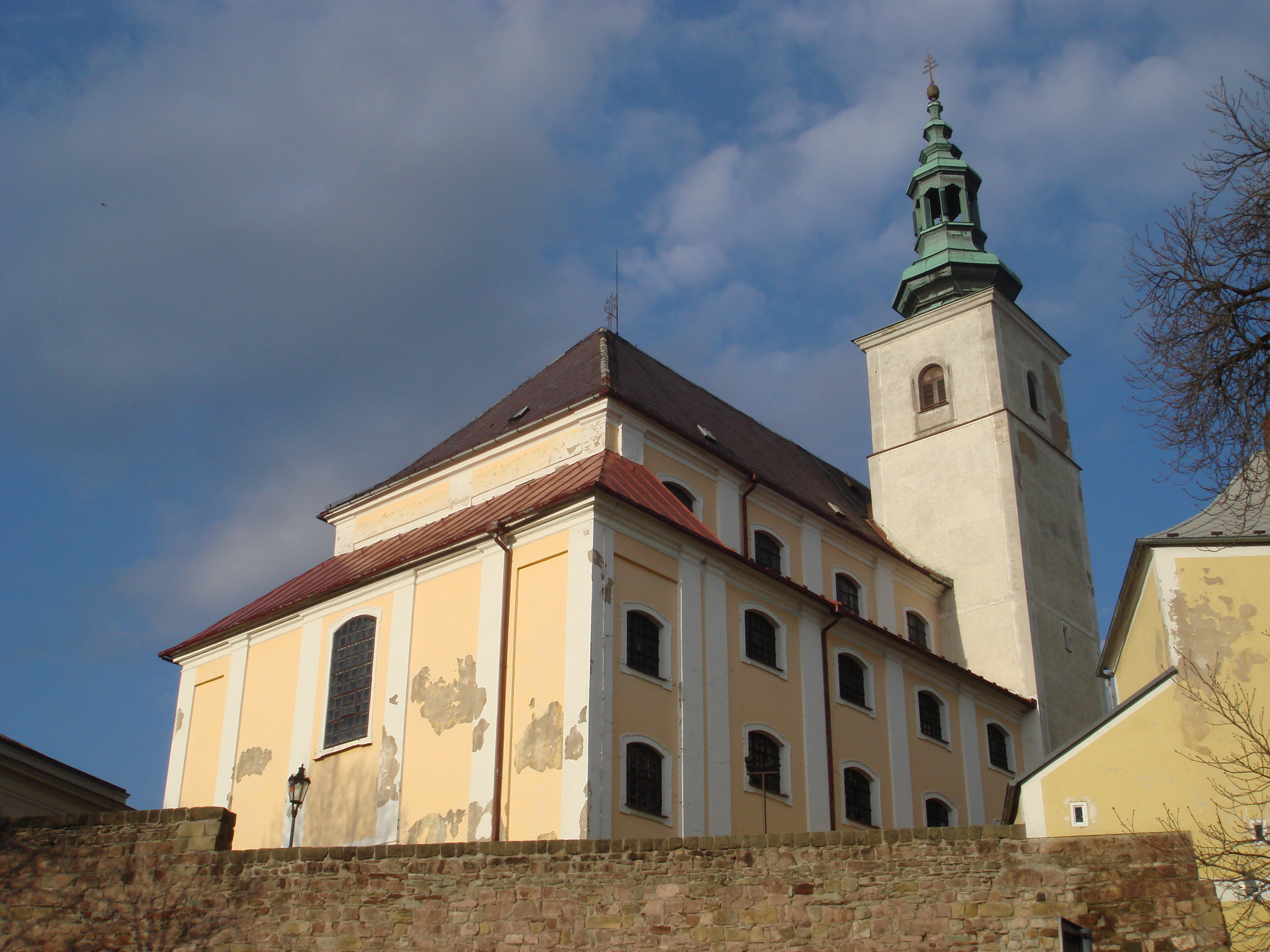
Kostel sv. Petra a Pavla
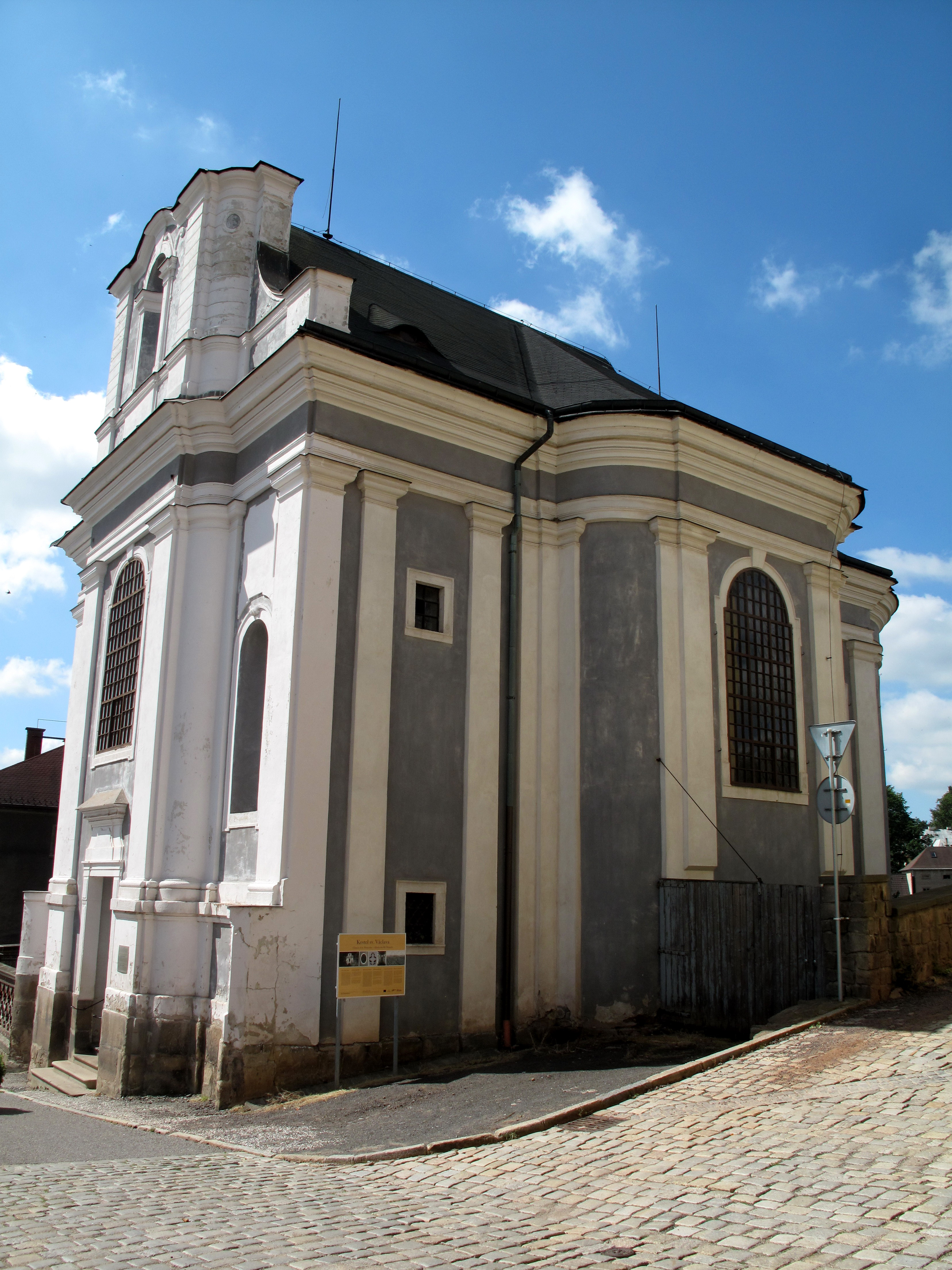
Kostel sv. Václava
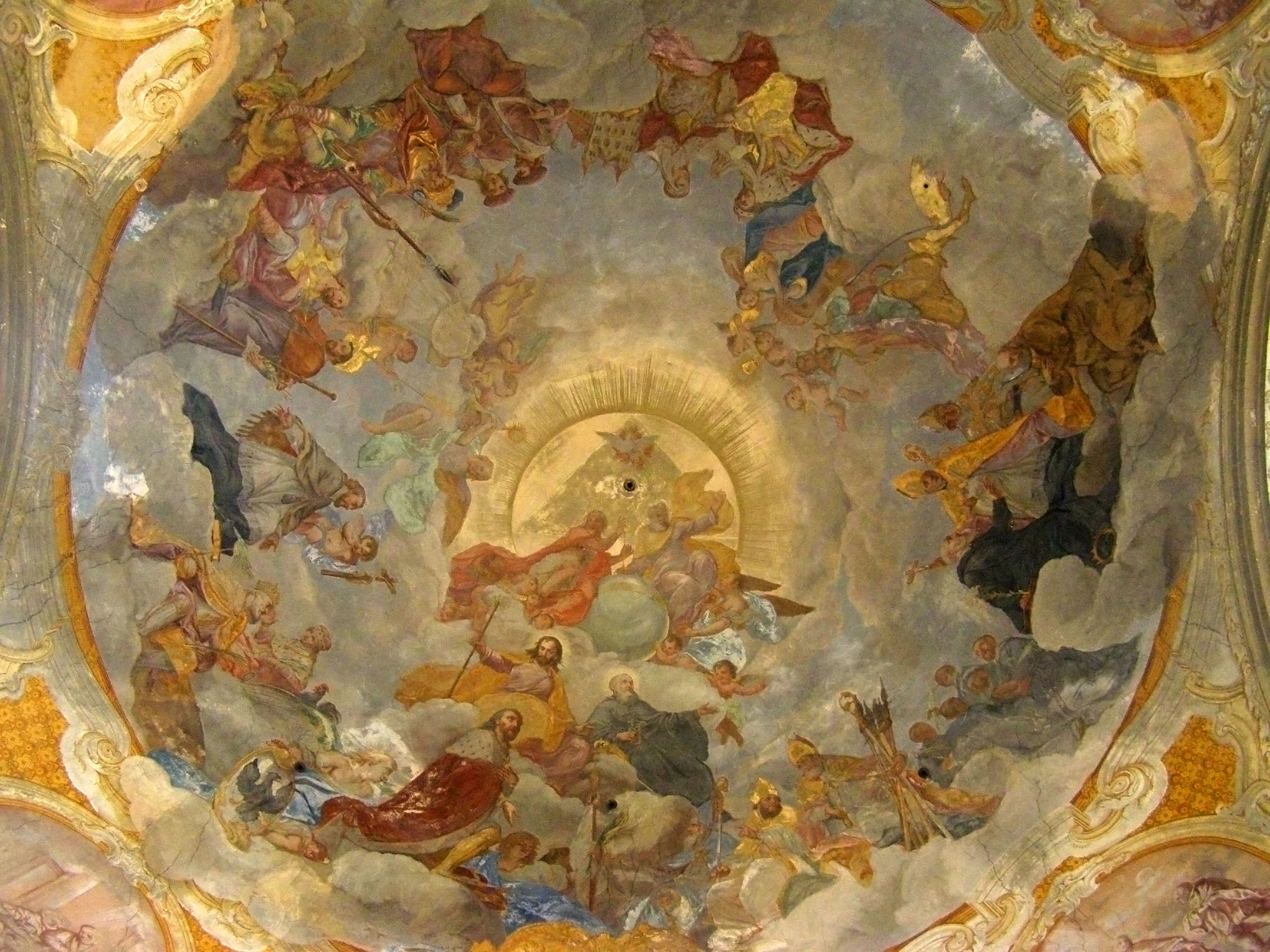
Freska v kostele sv. Václava
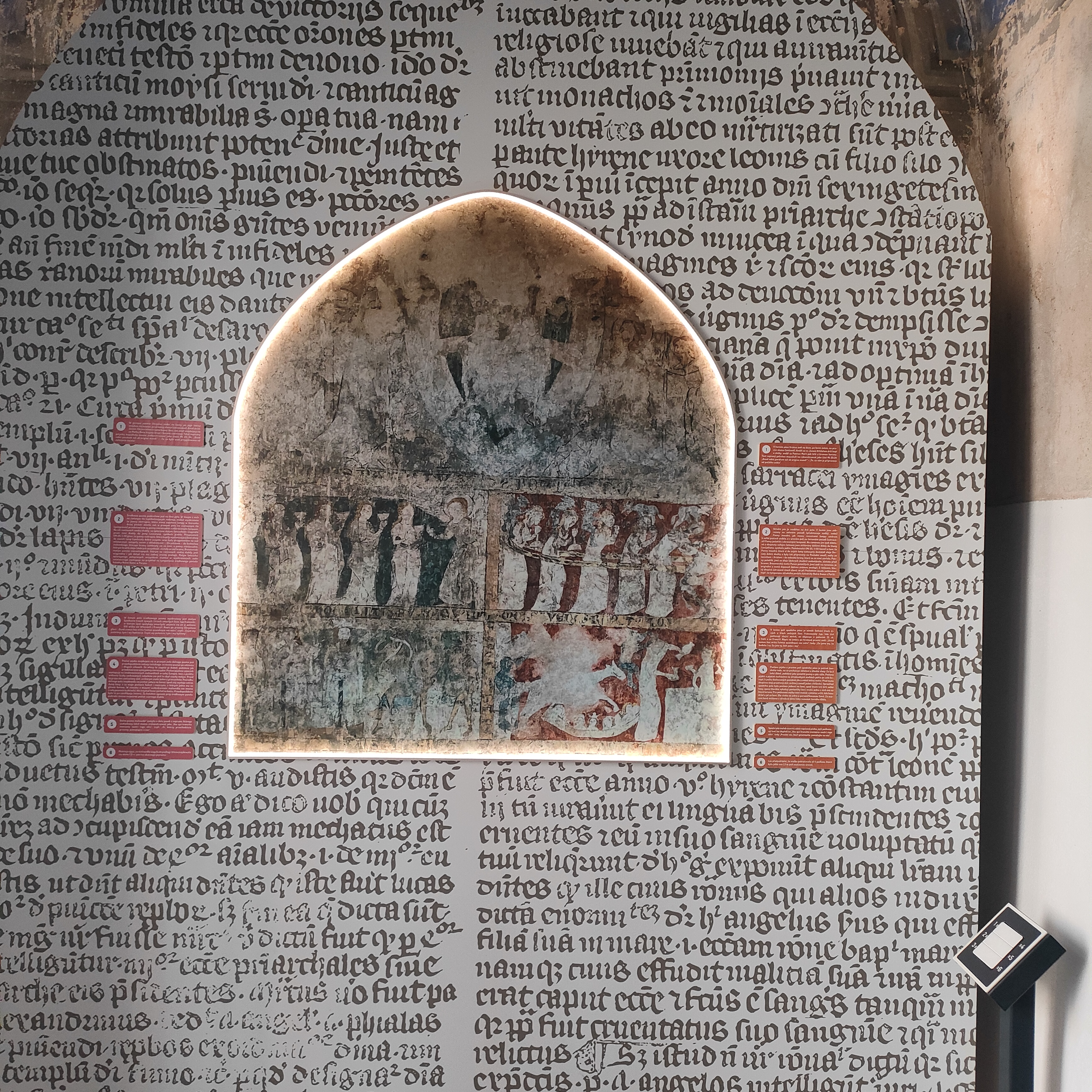
Informační popis u gotické fresky Posledního soudu z 14. století u broumovské fary
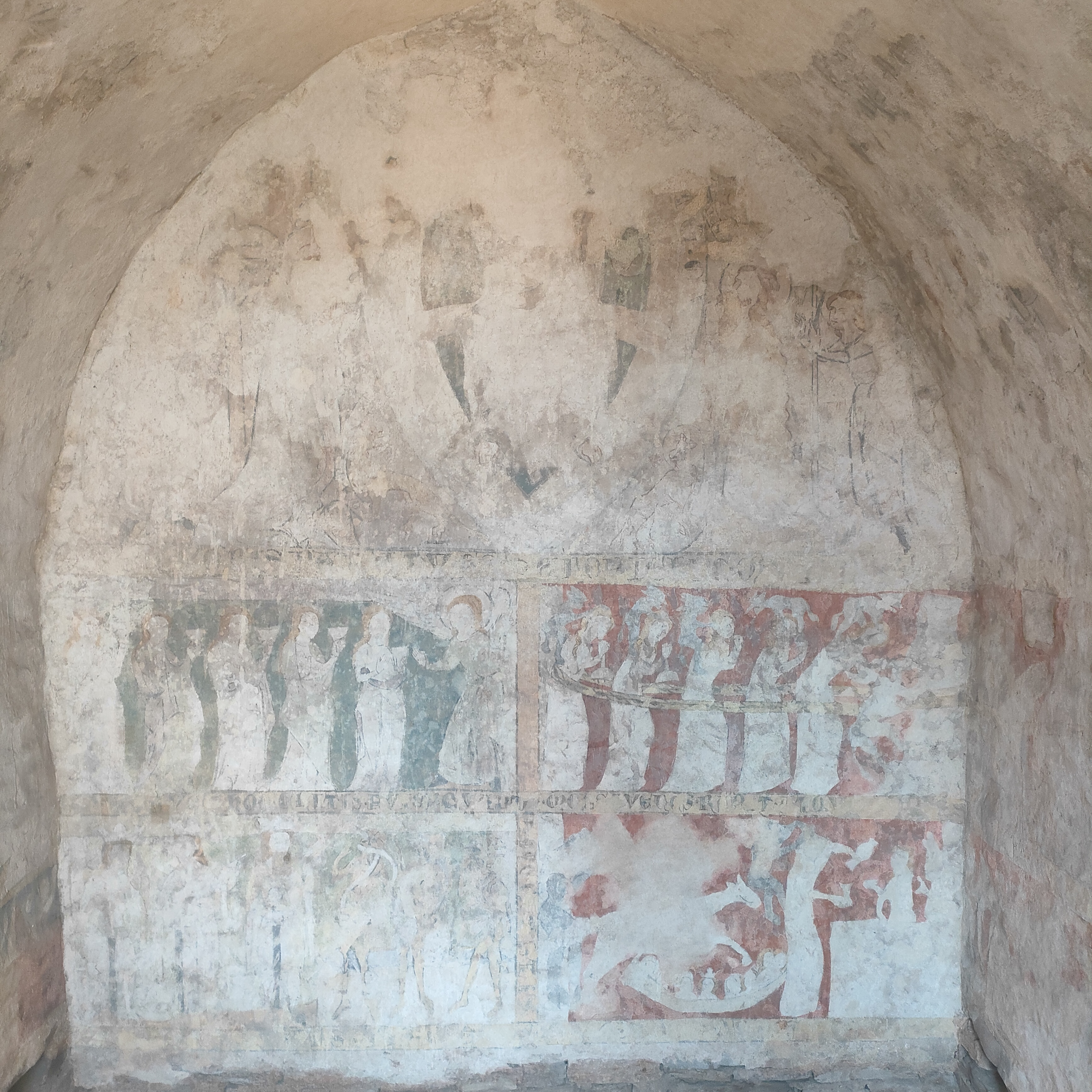
Podoba gotické fresky Posledního soudu u fary

## Osobnosti města

### Rodáci
- Karl Eppinger (1853–1911), právník a politik
- Christian Feest (* 1945), etnolog a odborník na severoamerické indiány
- Franz Xaver Fritsch (1779–1870), spisovatel
- Johann Georg Adalbert Hesselius (1630–1695), měšťan, v l. 1670–1695 správce broumovského panství, autor rukopisů
- Pavel Krmaš (* 1980), fotbalový záložník a obránce
- Jan Křtitel Lachenbauer (1741–1799), biskup brněnský
- Johann Liebieg (1802–1870), textilní průmyslník a politik
- Julius Lippert (1839–1909), historik a politik
- Beda Menzel (1904–1994), benediktinský teolog a pedagog
- Heinz Dieter Paul (* 1943), německý skladatel a dirigent
- Tomáš Pöpperle (* 1984), hokejový brankář
- Jan Nepomuk Rotter (1807–1886), opat břevnovský a broumovský a poslanec Českého zemského sněmu
- Manfred Rudel (1939–2023), malíř a lakýrník, v letech 1998 a 1998 člen bavorského Senátu
- Regina Řeháková (1892–1953), hudební pedagožka a skladatelka, působila na Městské hudební škole Bedřicha Smetany v Plzni
- Tomáš Sartorius († 1700), opat břevnovský a broumovský
- Hartmann Schmige (* 1944), spisovatel
- Franz Schmitt (1816–1883), českoněmecký podnikatel a továrník
- Amadeus Webersinke (1920–2005), klavírista a varhaník
- Wilfried Weissgärber (* 1941), dolnorakouský hasič

### Osobnosti spojené s městem
- Arnošt z Pardubic (1297–1364), pražský arcibiskup
- Otakar Čížek (1883–1942), úředník, oběť heydrichiády
- Alois Jirásek (1850–1931), spisovatel
- Uršula Kluková (* 1941), česká herečka
- Věra Kopecká (* 1951), pedagožka, básnířka a překladatelka z polštiny
- Eduard Langer (1852-1914), právník, sběratel, podnikatel a politik, na přelomu 19. a 20. století poslanec
- Emerich Rath (1883–1962), sportovec, dětství a závěr života prožil v Broumově
- Josef Schroll (1821–1891), textilní průmyslník, čestný občan města Broumov
- Josef Škvorecký (1924–2012), spisovatel, vydavatel a exulant
- Josef Tichatschek (1807–1886), operní pěvec
- Otmar Daniel Zinke (1664–1738), opat břevnovský a broumovský